# Chiến dịch Linebacker II
Chiến dịch Linebacker II, hay còn được biết đến là Chiến dịch Điện Biên Phủ trên không, là chiến dịch quân sự cuối cùng của Hoa Kỳ chống lại Việt Nam Dân chủ Cộng hoà trong Chiến tranh Việt Nam, từ 18 tháng 12 đến 30 tháng 12 năm 1972 sau khi Hội nghị Paris bế tắc và đổ vỡ do hai phía Việt Nam Dân chủ Cộng hòa và Mỹ bất đồng về các điều khoản trong hiệp định.
Chiến dịch này là sự nối tiếp của chiến dịch ném bom Linebacker diễn ra từ tháng 5 đến tháng 10 năm 1972, ngoại trừ điểm khác biệt lớn là lần này Hoa Kỳ sẽ tấn công dồn dập bằng máy bay ném bom chiến lược B-52 thay vì các máy bay ném bom chiến thuật, mục đích là dùng sức mạnh và biện pháp không hạn chế đánh thẳng vào các trung tâm đầu não của Việt Nam Dân chủ Cộng hoà. Tại chiến dịch này, Hoa Kỳ đã huy động loại máy bay ném bom chiến lược mạnh nhất của họ là pháo đài bay B-52 làm nòng cốt để ném bom rải thảm huỷ diệt xuống Hà Nội, Hải Phòng, Thái Nguyên, Lạng Sơn và các mục tiêu khác liên tục trong 12 ngày đêm. Đây là những cuộc ném bom dữ dội nhất trong Chiến tranh Việt Nam và là một trong những cuộc tập kích có cường độ cao nhất trong lịch sử các cuộc chiến tranh. Trong 12 ngày, Mỹ đã thả hơn 36.000 tấn bom, vượt quá khối lượng bom đã ném xuống miền Bắc Việt Nam trong toàn bộ thời kì từ 1969 đến 1971.
Cuộc ném bom tuy có gây những tổn thất nặng về cơ sở vật chất cho phía Việt Nam Dân chủ Cộng hoà nhưng đã không làm thay đổi được lập trường của lãnh đạo nước này về nội dung cơ bản của hiệp định hoà bình, đồng thời nó gây một làn sóng bất bình lớn của người Mỹ, dư luận và chính giới của các nước trên thế giới trong đó có cả các đồng minh lâu dài của Hoa Kỳ, uy tín của Chính phủ Hoa Kỳ bị xuống thấp nghiêm trọng. Bị phản đối trong nước, bị cô lập trên trường quốc tế, gặp phải sự chống trả hiệu quả gây thiệt hại lớn cho lực lượng không quân chiến lược, lại không thể buộc đối phương thay đổi lập trường, Tổng thống Richard Nixon đã phải ra lệnh chấm dứt chiến dịch vào ngày 30 tháng 12, đề nghị nối lại đàm phán tại Paris. Tại đây, Hoa Kỳ chấp nhận ký kết Hiệp định Paris trên cơ sở dự thảo mà trước đó họ đã từ chối ký kết (vì đây là dự thảo có những điều khoản có lợi cho Việt Nam Dân chủ Cộng hoà). Sau chiến dịch ném bom khí thế, lòng tự hào trong Quân đội nhân dân Việt Nam và người dân tại miền Bắc Việt Nam lên rất cao: họ không chỉ đánh thắng được "thần tượng B-52" mà còn buộc Hoa Kỳ phải ký Hiệp định Paris với những nội dung có lợi cho họ, đó là những cơ sở để phía Việt Nam Dân chủ Cộng hoà coi chiến dịch này là một thắng lợi chiến lược to lớn.
Chiến dịch này còn có một ý nghĩa tâm lý nặng nề cho giới quân sự Hoa Kỳ: đây là chiến dịch mà phía Mỹ đã chủ động lựa chọn mục tiêu, thời điểm, phương thức chiến đấu và đặc biệt là sử dụng sở trường của mình để chống lại sở đoản của đối phương (trình độ khoa học công nghệ), một cuộc đấu mà đối phương sẽ không thể sử dụng yếu tố "du kích" – một cách hình tượng: phía Mỹ thách đấu và được quyền lựa chọn vũ khí và đã thất bại.
Chiến dịch này cũng cho thấy điểm yếu của vũ khí máy bay ném bom chiến lược của Hoa Kỳ: B-52 vũ khí chiến lược dùng để chống chọi đối thủ tiềm tàng xứng tầm là Liên Xô cho một cuộc chiến tranh công nghệ cao đã thể hiện điểm yếu ngay khi đối phương có trình độ kinh tế, quân sự, khoa học – công nghệ kém hơn nhiều, và vũ khí chống trả cũng không phải là loại cao cấp của đối phương (vào thời điểm 1972, tên lửa SAM-2 mà Việt Nam sử dụng đã bị Liên Xô thay thế bằng SAM-4 và SAM-5 mạnh hơn nhiều). Ngay sau Chiến tranh Việt Nam, vì lý do này Hoa Kỳ đã phải nỗ lực rất cao trong chạy đua vũ trang trong lĩnh vực máy bay ném bom và đã cho ra kết quả là các máy bay ném bom B-1 Lancer và B-2 Spirit tàng hình.
Ở Việt Nam, sự kiện này thường được gọi là "12 ngày đêm" và báo chí, truyền thông hay dùng hình tượng "Điện Biên Phủ trên không" để nhấn mạnh ý nghĩa thắng lợi chiến lược của sự kiện. Tên gọi này xuất phát từ lời tuyên dương của đại tướng Võ Nguyên Giáp dành cho các đơn vị lập công vào ngày 26 tháng 12 năm 1972.

## Mục tiêu của các bên

### Hoa Kỳ
Sau thất bại của Quân lực Việt Nam Cộng Hòa trong chiến dịch Lam Sơn 719, quân đội Nhân dân Việt Nam tại miền Nam liên tục mở các cuộc tấn công vào các căn cứ và vị trí chiến lược của Việt Nam Cộng Hòa qua chiến dịch Xuân Hè 1972, làm thất bại kế hoạch Việt Nam hóa chiến tranh của Mỹ. Nhằm giữ thể diện của một siêu cường quân sự và để rút quân trong danh dự, Hoa Kỳ đã tiến hành chiến dịch đánh bom lần cuối này với ý định "đưa miền Bắc về thời kỳ đồ đá", giảm bớt sự hỗ trợ quân sự của Việt Nam Dân chủ Cộng hòa cho chiến trường miền Nam.
Tại Paris cuối tháng 11 năm 1972, cuộc đàm phán Việt Nam - Hoa Kỳ một lần nữa lâm vào bế tắc. Việt Nam Cộng hòa (vốn không được Mỹ cho phép tham gia họp kín để đàm phán về điều khoản hiệp định) ra sức phản đối bản dự thảo hiệp định, theo đó Quân đội Nhân dân Việt Nam được giữ những vị trí của họ tại miền Nam. Tổng thống Nguyễn Văn Thiệu cho rằng Hoa Kỳ làm vậy là để rũ bỏ trách nhiệm với họ. Nixon không muốn mang tiếng là đã bỏ mặc Việt Nam Cộng hòa, nên phía Hoa Kỳ đòi thay đổi lại nội dung cốt lõi nhất của dự thảo hiệp định, đó là về quy chế của Quân đội Nhân dân Việt Nam tại chiến trường miền Nam Việt Nam. Ngày 20/11/1972, cố vấn Henry Kissinger đề nghị sửa đổi 69 điểm trong bản dự thảo Hiệp định, theo đó, Hoa Kỳ muốn "có đi có lại", khi quân Mỹ rút khỏi Việt Nam thì Quân đội Nhân dân Việt Nam cũng phải rút khỏi miền Nam Việt Nam. Việt Nam Dân chủ Cộng hòa không chấp nhận, vì đề nghị như vậy đặt họ ngang hàng với kẻ xâm lược là Mỹ, đồng thời sẽ khiến quân Giải phóng gặp rất nhiều khó khăn sau này.
Ngày 23/11/1972, khi gặp Lê Đức Thọ, Henry Kissinger đã đọc bức điện của Nixon ngầm đe dọa ngừng đàm phán, ném bom trở lại. Tuy nhiên ông Lê Đức Thọ đã khẳng khái đáp lại: "Chúng tôi đã đánh nhau với các ông mười mấy năm và cũng đã đàm phán 5 năm rồi. Nay các ông có sẵn sàng mới đi đến giải quyết; không thể dùng đe dọa với chúng tôi được đâu".
Cuối tháng 11-1972, Quân uỷ Trung ương Việt Nam nhấn mạnh "Đế quốc Mỹ có thể liều lĩnh dùng B-52 ném bom Hà Nội, Hải Phòng". Ngày 24/11/1972, Tổng Tham mưu trưởng Văn Tiến Dũng cùng các Tham mưu phó: Trần Quý Hai, Vương Thừa Vũ, Cao Văn Khánh, Phùng Thế Tài đã thông qua và phê chuẩn kế hoạch đánh B-52. Nhiệm vụ công tác chuẩn bị phải xong trước ngày 03/12/1972. Đầu tháng 12-1972, Tổng Bí thư Lê Duẩn đã xuống Sở chỉ huy Quân chủng phòng không - không quân, trực tiếp nghe Tư lệnh Lê Văn Tri trình bày về kế hoạch đánh B-52, ông đã nhấn mạnh: "Để gây sức ép với ta, trước sau Mỹ cũng sẽ đưa B-52 ném bom Hà Nội; quân dân ta, mà nòng cốt là Quân chủng phòng không - không quân phải kiên quyết làm thất bại âm mưu này của chúng".
Ngày 4 đến 13 tháng 12, đàm phán tiếp tục tại Paris suôn sẻ cho đến khi phía Mỹ một lần nữa lật lại vấn đề cốt lõi: quy chế của lực lượng Việt Nam Dân chủ Cộng hòa, và nêu vấn đề khu phi quân sự. Phía Việt Nam Dân chủ Cộng hòa phản ứng bùng nổ bằng cách thu hồi các nhượng bộ từ các buổi họp trước đó và đưa ra đòi hỏi mới, trong đó có việc lật lại vấn đề cơ bản về trao trả tù binh Mỹ. Tháng 10, phía Việt Nam Dân chủ Cộng hòa đã đồng ý trao trả tù binh Mỹ vô điều kiện trong vòng 60 ngày. Nay họ muốn gắn việc trao trả tù binh với việc thả hàng ngàn tù chính trị tại Nam Việt Nam - một vấn đề mà họ đã từng đồng ý dành nó cho các thương thảo cụ thể sau này giữa các bên Việt Nam. Nixon triệu hồi Kissinger về Mỹ và ngừng đàm phán.
Ngày 5 tháng 12, Nixon điện cho Kissinger: "Hãy để một chỗ hở ở cửa cho cuộc họp tiếp. Tôi có thể sẵn sàng cho phép ném bom ồ ạt miền Bắc Việt Nam trong thời gian nghỉ ngơi đó" (ám chỉ kỳ nghỉ lễ Giáng Sinh). Đêm 12 tháng 12, Chánh văn phòng Nhà trắng Heizman thừa uỷ quyền của Richard Nixon gửi một bức điện cho Kissinger có đoạn viết: "Chúng ta cần tránh làm bất cứ điều gì có vẻ như là chúng ta phá vỡ thương lượng một cách đột ngột. Nếu xảy ra tan vỡ thì phải làm như là do họ chứ không phải do chúng ta. Trong bất cứ trường hợp nào, Hoa Kỳ không được chủ động cắt đứt cuộc nói chuyện. Chúng ta cần yêu cầu hoãn cuộc họp để tham khảo thêm". Tuy cố tình trì hoãn ở hậu trường, nhưng khi tuyên bố chính thức, Hoa Kỳ đổ lỗi cho Việt Nam Dân chủ Cộng hòa đã không chịu "đàm phán nghiêm chỉnh". Do vậy, nhiều tài liệu phương Tây vẫn cho rằng Việt Nam Dân chủ Cộng hòa đã bỏ họp trước, và chiến dịch ném bom của Mỹ là để khiến Việt Nam "biết điều" mà chấp nhận họp lại.
Ngày 14 tháng 12, Tổng thống Nixon họp với cố vấn an ninh Kissinger, tướng Alexander Haig và chủ tịch Hội đồng tham mưu truởng liên quân - đô đốc Thomas Moorer thông qua lần cuối cùng kề hoạch Chiến dịch Linerbacker II. Nixon nói với đô đốc Thomas H. Moorer, Chủ tịch Hội đồng tham mưu trưởng liên quân Hoa Kỳ: "Điều may mắn của ông là được sử dụng một các cách hiệu quả sức mạnh quân sự của chúng ta để thắng cuộc chiến tranh này. Nếu ông không làm được việc đó, tôi sẽ coi ông là người chịu trách nhiệm".
Mục tiêu mà Hoa Kỳ đặt ra trong chiến dịch Linebacker II là duy trì nỗ lực tối đa để phá hủy tất cả các tổ hợp mục tiêu chính ở khu vực Hà Nội và Hải Phòng, trong đó phá hủy đến mức tối đa những mục tiêu quân sự chọn lọc tại vùng lân cận của Hà Nội/Hải Phòng. Linebacker II cũng loại bỏ các rất nhiều các hạn chế trong các chiến dịch trước đó ở Bắc Việt Nam, ngoại trừ cố gắng để "giảm thiểu nguy hiểm cho dân thường tới mức có thể cho phép mà không ảnh hưởng hiệu quả" và "tránh các khu giam giữ tù binh, bệnh viện và khu vực tôn giáo". Mục tiêu của Linebacker II cũng vẫn là mục tiêu của Linebacker nhưng với cường độ, sức công phá và mật độ lớn đến mức khủng khiếp để buộc Việt Nam Dân chủ Cộng hòa phải chấp nhận điều khoản của Mỹ, đồng thời tỏ rõ cho Nguyễn Văn Thiệu thấy rằng Hoa Kỳ đã cố làm hết trách nhiệm bảo vệ Việt Nam Cộng Hòa, thay vì rút lui mà không chiến đấu. Cũng trong ngày 14 tháng 12, Nixon gửi một tối hậu thư cho Hà Nội: trong 72 giờ đồng hồ để quay lại ký theo phương án Hoa Kỳ đề nghị, nếu không sẽ ném bom lại Bắc Việt Nam.
Về lý do quân sự, chính trị thì cuộc ném bom này không cần thiết vì khi đó Hoa Kỳ đã quyết tâm rút quân khỏi cuộc chiến. Hoa Kỳ biết rõ rằng không thể nào bắt Việt Nam Dân chủ Cộng hòa nhượng bộ một vấn đề cốt lõi mà họ đã chiến đấu gần 20 năm, với chỉ bằng một cuộc ném bom dù ác liệt đến đâu. Nó chỉ làm dư luận Mỹ và thế giới bất bình với chính phủ Hoa Kỳ. Đây thực chất chỉ là cách để thể hiện trách nhiệm nghĩa vụ cuối cùng đối với đồng minh Việt Nam Cộng hoà: khi dự thảo hiệp định đã được ký tắt với Việt Nam Dân chủ Cộng hòa, chính phủ Việt Nam Cộng hoà đã phản đối kịch liệt và không chấp nhận, Hoa Kỳ quyết định dùng nấc thang quân sự mạnh tay nhất này để chứng tỏ họ đã cố gắng hết mức cho quyền lợi của đồng minh.
Ngày 15 tháng 12, Lê Đức Thọ và Kissinger chia tay nhau tại sân bay Le Bourger (Paris). Ngày 16 tháng 12, Kissinger họp báo tại Washington DC đổ lỗi cho Việt Nam Dân chủ Cộng hòa kéo dài đàm phán. Tối 18 tháng 12, khi Lê Đức Thọ vừa về đến nhà (sau khi ghé qua Moskva và Bắc Kinh) thì những trái bom đầu tiên từ B-52 trong Chiến dịch Linebacker II rơi xuống Hà Nội.

### Việt Nam Dân chủ Cộng hòa
Với kinh nghiệm chính trị dày dặn, ngay từ ngày 29/12/1967, chủ tịch Hồ Chí Minh đã nói với tướng Phùng Thế Tài, lúc này là Phó Tổng tham mưu trưởng lời dự báo: 
| “              | Sớm muộn đế quốc Mỹ cũng sẽ đưa B-52 ra ném bom Hà Nội rồi có thua mới chịu thua. Chú nên nhớ trước khi đến Bàn Môn Điếm ký hiệp định đình chiến ở Triều Tiên, Mỹ đã cho không quân hủy diệt Bình Nhưỡng. Ở Việt Nam, Mỹ nhất định thua, nhưng nó chỉ chịu thua sau khi thua trên bầu trời Hà Nội | ” |
| — Hồ Chí Minh. | |   |

Từ tháng 5/1972, Đại tướng Võ Nguyên Giáp và các cán bộ tham mưu tác chiến của Quân chủng Phòng không đặt vấn đề: "Tỷ lệ B-52 bị bắn rơi mức độ nào thì Nhà Trắng rung chuyển, mức độ nào thì Mỹ không chịu nổi, phải thua?". Sau mấy tuần, câu trả lời đã được đưa ra:
- N1 - tỷ lệ Mỹ chịu đựng được là 1-2% (trên tổng số B-52 tham chiến của Mỹ);
- N2 - tỷ lệ làm Nhà Trắng rung chuyển là 6 - 7%;
- N3 - tỷ lệ buộc Mỹ phải thua cuộc là trên 10%.

Nếu tỷ lệ thiệt hại của B-52 bằng hoặc vượt quá 10%, Mỹ sẽ không thể chịu đựng được và sẽ phải dừng chiến dịch, bởi B-52 là vũ khí chiến lược mạnh nhất của không quân Mỹ, được vận hành bởi các phi công được tuyển chọn và đào tạo kỹ lưỡng, nếu bị thiệt hại quá 10% thì Mỹ khó mà thay thế được (ngoài ra, nhiều phi công Mỹ được trao vinh dự lái B-52 do là con cháu của các gia tộc có thế lực, nếu tỷ lệ chết trận của các "phi công quý tộc" này tăng cao thì chính phủ Mỹ sẽ gặp rắc rối lớn). Hơn nữa, cần nhớ rằng B-52 là vũ khí chiến lược để đối phó với siêu cường là Liên Xô, một nước có quy mô hệ thống phòng không lớn gấp vài chục lần so với Việt Nam, trang bị cũng hiện đại hơn nhiều. Nếu B-52 bị thiệt hại trên 10% trước một đất nước có hệ thống phòng không ít ỏi như Việt Nam thì hiển nhiên đó là một thất bại của Mỹ, nếu tiếp tục chiến dịch thì Mỹ sẽ không còn đủ lực lượng B-52 để đối phó với Liên Xô.
Quân chủng Phòng không-Không quân loại trừ N1, quyết tâm đạt N2 và vươn tới N3. Kết quả trong 12 ngày đêm chiến đấu mùa đông năm 1972, Quân chủng Phòng không Không quân đã thực hiện vượt mức chỉ tiêu N3: tỷ lệ B-52 bị bắn hạ là 17,6% (34/197 chiếc, riêng các đơn vị phòng không Hà Nội bắn hạ 23 chiếc). Ngay cả với số liệu mà Mỹ thừa nhận (16 B-52 bị rơi, 4 bị hỏng nặng và 5 bị hỏng trung bình) thì cũng đã vượt qua mức N3.

## Lực lượng

### Không lực Hoa Kỳ
Theo Karl J. Eschmann, Mỹ đã huy động:
- Gần 50% B-52 của toàn nước Mỹ (197 trên tổng số 400 chiếc). Thực tế xuất kích 741 lần, 12 phi vụ bị hủy nên còn 729 lần ném bom
- Gần 1/3 số máy bay chiến thuật của toàn nước Mỹ (1.077 trên tổng số 3.041 chiếc). Thực tế xuất kích 3.920 lần.
- 1/3 số tàu sân bay (6 trên tổng số 17 chiếc), cùng nhiều tàu chỉ huy - dẫn đường, tàu khu trục, tàu tuần dương, tàu radar, tàu bảo vệ, tàu cấp cứu,...
- Tập đoàn không quân 7 và 8 (Seventh air force và Eighth air force): trong đó có các liên đội không quân chiến lược B-52 (Strategic Wing) số 43 và 72 đóng tại căn cứ không quân Andersen trên đảo Guam gồm 143 chiếc B-52G, B-52D và liên đội không quân chiến lược số 307 gồm 54 máy bay B-52D đóng tại căn cứ Utapao (Thái Lan); 6 liên đội không quân chiến thuật (Tactical Fighter Wing) gồm 455 máy bay đóng căn cứ tại các căn cứ không quân Ubon Korat và Takhli trên đất Thái Lan, 2 liên đội 124 máy bay đóng tại miền Nam Việt Nam (Đà Nẵng).
- Không đoàn đặc nhiệm 77 (Task force 77) là các máy bay trên các tàu sân bay của hải quân gồm 6 liên đội với 420 máy bay trên các tàu sân bay:
USS America (CV-66): liên đội số 8 (Carrier Air Wing 8) gồm các máy bay F-4, A-6, A-7.
USS Enterprise (CVN-65): liên đội 14 (F-4, A-6, A-7)
USS Midway (CV-41): liên đội 5 (F-4, A-7)
USS Oriskany (CV-34): liên đội 19 (F-8, A-7)
USS Ranger (CV-61): liên đội 2 (F-4, A-6, A-7)
USS Saratoga CV-60: liên đội 3 (F-4, -6, A-7)

### Quân đội nhân dân Việt Nam

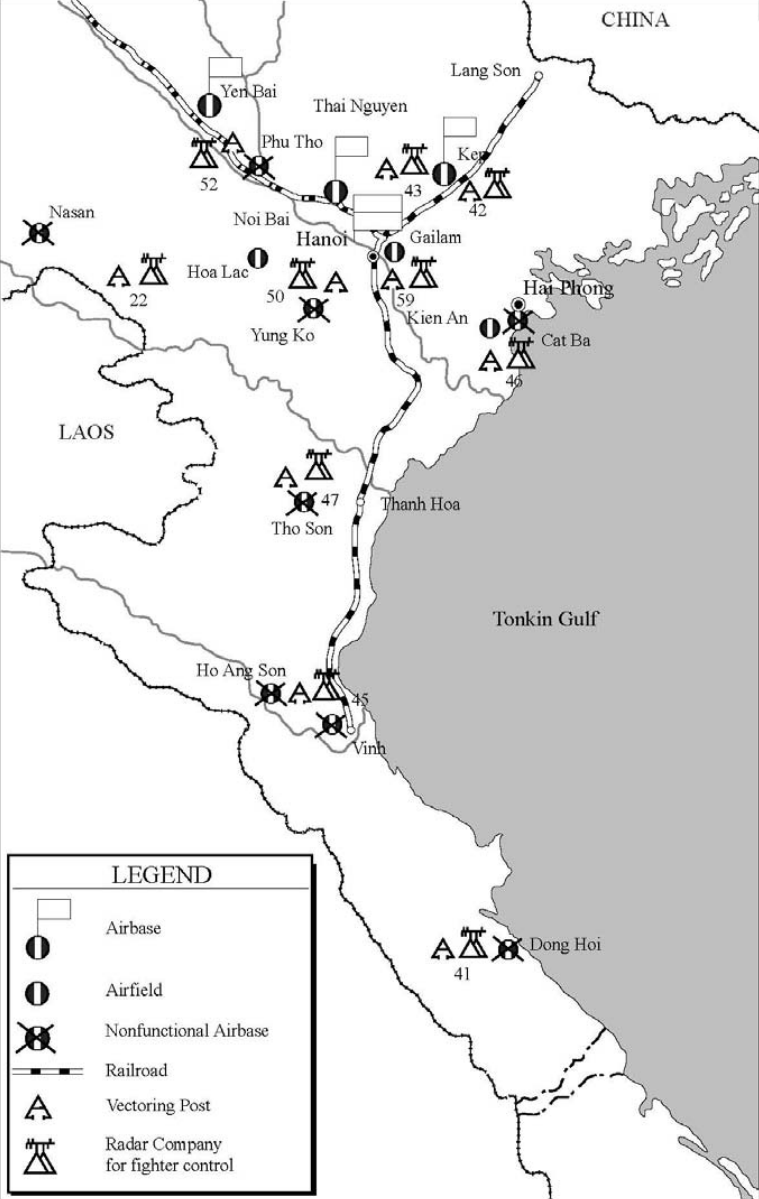
Hệ thống radar cảnh giới quốc gia và sân bay ở miền Bắc Việt Nam năm 1972

Việt Nam đã tập trung phần lớn lực lượng phòng không chủ lực cho chiến dịch, bao gồm 3 Sư đoàn Phòng không: 361, 363, 375 với 23 tiểu đoàn tên lửa SA-2 (60% toàn lực lượng); 13 trung đoàn pháo cao xạ (50% toàn lực lượng); 4 trung đoàn không quân (100% toàn lực lượng); 4 trung đoàn rađa (80% toàn lực lượng); 3 trung đoàn, 2 tiểu đoàn phòng không của các quân khu Việt Bắc, Hữu Ngạn, Tả Ngạn sông Hồng. Ngoài ra, còn có 346 đội phòng không của dân quân, tự vệ với 1.428 khẩu pháo hoặc súng máy phòng không. Tổng cộng đã có 54.000 chiến sỹ và dân quân tham gia các hoạt động chiến đấu hoặc vận tải.

#### Phòng không
- Sư đoàn 361 bảo vệ Hà Nội do đại tá Trần Quang Hùng làm tư lệnh, đại tá Trần Văn Giang làm chính ủy. Các đơn vị trực thuộc gồm 3 trung đoàn tên lửa SA-2 (có 1 trung đoàn thiếu) và 5 trung đoàn cao xạ:[22]
  - Trung đoàn tên lửa "Thành Loa" do trung tá Trần Hữu Tạo chỉ huy, gồm 4 tiểu đoàn hỏa lực và 1 tiểu đoàn kỹ thuật, mỗi tiểu đoàn hỏa lực có 6 bệ phóng và cơ số đạn sẵn sàng chiến đấu 12 quả:
    - Tiểu đoàn hỏa lực 57 do thượng úy Nguyễn Văn Phiệt chỉ huy.
    - Tiểu đoàn hỏa lực 59 do đại úy Nguyễn Thăng chỉ huy.
    - Tiểu đoàn hỏa lực 93 do đại úy Nguyễn Mạnh Hùng chỉ huy.
    - Tiểu đoàn hỏa lực 94 do thượng úy Trần Minh Thắng chỉ huy.
    - Tiểu đoàn kỹ thuật 95 do đại úy Đỗ Bỉnh Khiêm chỉ huy.

  - Trung đoàn tên lửa "Cờ Đỏ" do trung tá Nguyễn Ngọc Điển chỉ huy, biên chế hỏa lực và kỹ thuật như Trung đoàn 261:
    - Tiểu đoàn hỏa lực 76 do đại úy Lê Văn Hệ chỉ huy.
    - Tiểu đoàn hỏa lực 77 do thượng úy Đinh Thế Văn chỉ huy.
    - Tiểu đoàn hỏa lực 78 do thượng úy Nguyễn Chấn chỉ huy.
    - Tiểu đoàn hỏa lực 79 do thượng úy Nguyễn Văn Chiến chỉ huy.
    - Tiểu đoàn kỹ thuật 80 do thượng úy Vương Toàn Tước chỉ huy.

  - Trung đoàn tên lửa "Hùng Vương" vừa hành quân từ Vĩnh Linh ra, lúc bắt đầu chiến dịch chỉ còn một tiểu đoàn có khí tài sẵn sàng chiến đấu.
    - Tiểu đoàn hỏa lực 86 do đại úy Phạm Đình Phùng chỉ huy: sẵn sàng chiến đấu từ đầu chiến dịch.
    - Tiểu đoàn hỏa lực 87 do đại úy Đỗ Ngọc Mỹ chỉ huy: không có khí tài
    - Tiểu đoàn hỏa lực 88 do thượng úy Lê Ký chỉ huy: sẵn sàng chiến đấu từ 26 tháng 12.
    - Tiểu đoàn hỏa lực 89 do đại úy Nguyễn Thế Thức chỉ huy: sẵn sàng chiến đấu từ 26 tháng 12.
    - Tiểu đoàn kỹ thuật 90 do đại úy Nguyễn Trắc chỉ huy.

  - Các trung đoàn cao xạ "Sông Đuống", "Tam Đảo", "Đống Đa", "Tháng Tám".
  - Trung đoàn cao xạ "Sông Thương", "Ba Vì": tăng cường cho Sư đoàn 361 từ 25 tháng 12
  - Dân quân tự vệ Hà Nội (phối thuộc 361): gồm 226 trung đội, được trang bị 741 súng pháo các loại, trong đó có 18 pháo cao xạ 100 mm.
- Sư đoàn 363 bảo vệ Hải Phòng do đại tá Bùi Đăng Tự làm tư lệnh, thượng tá Vũ Trọng Cảng làm chính ủy, biên chế gồm 2 trung đoàn Tên lửa SA-2, mỗi trung đoàn có 3 tiểu đoàn hỏa lực, 1 tiểu đoàn kỹ thuật trong tư thế sẵn sàng chiến đấu; 1 trung đoàn cao xạ và 1 cụm tiểu cao.[23]
  - Trung đoàn tên lửa "Hạ Long" do trung tá Đào Công Thận chỉ huy, 3/4 tiểu đoàn hỏa lực trong tình trạng đủ khí tài và cơ số đạn tiêu chuẩn.
    - Tiểu đoàn hỏa lực 81: do thượng úy Kiều Thanh Tịnh chỉ huy, sẵn sàng chiến đấu từ đầu chiến dịch.
    - Tiểu đoàn hỏa lực 82: sẵn sàng chiến đấu từ đầu chiến dịch.
    - Tiểu đoàn hỏa lực 83: sẵn sàng chiến đấu từ đầu chiến dịch.
    - Tiểu đoàn hỏa lực 84: không đủ khí tài.
    - Tiểu đoàn kỹ thuật 85: sẵn sàng chiến đấu từ đầu chiến dịch.

  - Trung đoàn tên lửa "Nam Triệu" do trung tá Nguyễn Đình Lâm chỉ huy, 3/4 tiểu đoàn hỏa lực trong tình trạng đủ khí tài và cơ số đạn tiêu chuẩn.
    - Tiểu đoàn hỏa lực 71: sẵn sàng chiến đấu từ đầu chiến dịch, từ 21-12 được điều động phối thuộc Sư đoàn 361
    - Tiểu đoàn hỏa lực 72: do thượng úy Phạm Văn Chắt chỉ huy, sẵn sàng chiến đấu từ đầu chiến dịch, từ 21-12 được điều động phối thuộc Sư đoàn 361
    - Tiểu đoàn hỏa lực 73: do thượng úy Đặng Minh Chức chỉ huy, sẵn sàng chiến đấu từ đầu chiến dịch
    - Tiểu đoàn hỏa lực 74: không đủ khí tài.
    - Tiểu đoàn kỹ thuật 75: sẵn sàng chiến đấu từ đầu chiến dịch.

  - Trung đoàn cao xạ "Sông Cấm" gồm 3 đại đội pháo 37 mm, 1 đại đội pháo 57 mm, 2 đại đội pháo 100 mm và 1 cụm súng máy phòng không 14,5 mm và 12 mm.
  - Dân quân tự vệ Hải Phòng (phối thuộc Sư đoàn 363) gồm 92 trung đội, được trang bị hơn 200 súng bộ binh (RPD, AK-47 và K-44).
- Sư đoàn phòng không 365 do Thượng tá Nguyễn Văn Giáo làm tư lệnh, Đại tá Cao Văn Chấn làm chính ủy, có nhiệm vụ bảo vệ khu vực từ Nam đồng bằng Bắc bộ đến Quảng Bình, biên chế gồm 3 trung đoàn tên lửa và 3 trung đoàn cao xạ. Trong đó, chỉ có 6/12 tiểu đoàn hỏa lực tên lửa trong tình trạng đủ khí tài sẵn sàng chiến đấu.[24]
  - Trung đoàn tên lửa "Quang Trung" có các tiểu đoàn hỏa lực 41 và 42 trong tình trạng sẵn sàng chiến đấu.
  - Trung đoàn tên lửa "Điện Biên" có các tiểu đoàn hỏa lực 52 và 53 trong tình trạng sẵn sàng chiến đấu.
  - Trung đoàn tên lửa "Sóc Sơn" có các tiểu đoàn hoa lực 66 và 67 trong tình trạng sẵn sàng chiến đấu.
  - Các trung đoàn cao xạ "Sông Lam", "Hoa Lư", "Sông Gianh".
- Sư đoàn phòng không 375 do Đại tá Nguyễn Văn Hội làm tư lệnh, Thượng tá Trần Văn Địch làm chính ủy, có nhiệm vụ bảo vệ đường 1 Bắc từ Bắc Giang đến Đồng Mỏ, khu công nghiệp Thái Nguyên và tuyến đường sắt Vĩnh Yên - Lào Cai, biên chế gồm 1 trung đoàn tên lửa và 5 trung đoàn cao xạ:[25]
  - Trung đoàn tên lửa "Hồng Kỳ" trang bị tên lửa Hunqi 1 (Trung Quốc) đã bị hỏng khí tài, không khôi phục được.
  - Các trung đoàn cao xạ "Sông Cầu", "Chi Lăng", "Vạn Kiếp"
  - Trung đoàn cao xạ 256 thuộc Quân khu Việt Bắc (phối thuộc Sư đoàn 375) bảo vệ Thái Nguyên.
  - Trung đoàn cao xạ 254 thuộc Quân khu Tây Bắc (phối thuộc Sư đoàn 375) bảo vệ Yên Bái.

#### Không quân
Các trung đoàn "Sao Đỏ", "Yên Thế", "Lam Sơn", được trang bị các máy bay MiG-21, MiG-19 và MiG-17, với 31 chiếc MiG-21 và 16 chiếc MiG-17 trong tình trạng sẵn sàng chiến đấu.

#### Radar cảnh giới quốc gia
Các trung đoàn "Phù Đổng", "Sông Mã", "Ba Bể", "Tô Hiệu" và Tiểu đoàn 8

#### Dân quân tự vệ phòng không
Gồm 364 đội với 1428 khẩu súng hoặc pháo các loại. Trong đó có 769 khẩu trung-đại liên (RPD, RPK, PK...); 284 khẩu trọng liên 12,7mm; 263 khẩu trọng liên 14,5mm; 61 khẩu pháo cao xạ 37mm; 19 khẩu pháo cao xạ 57mm, 32 khẩu pháo cao xạ KS-19 100mm.

## Chiến thuật của các bên

### Không quân Mỹ

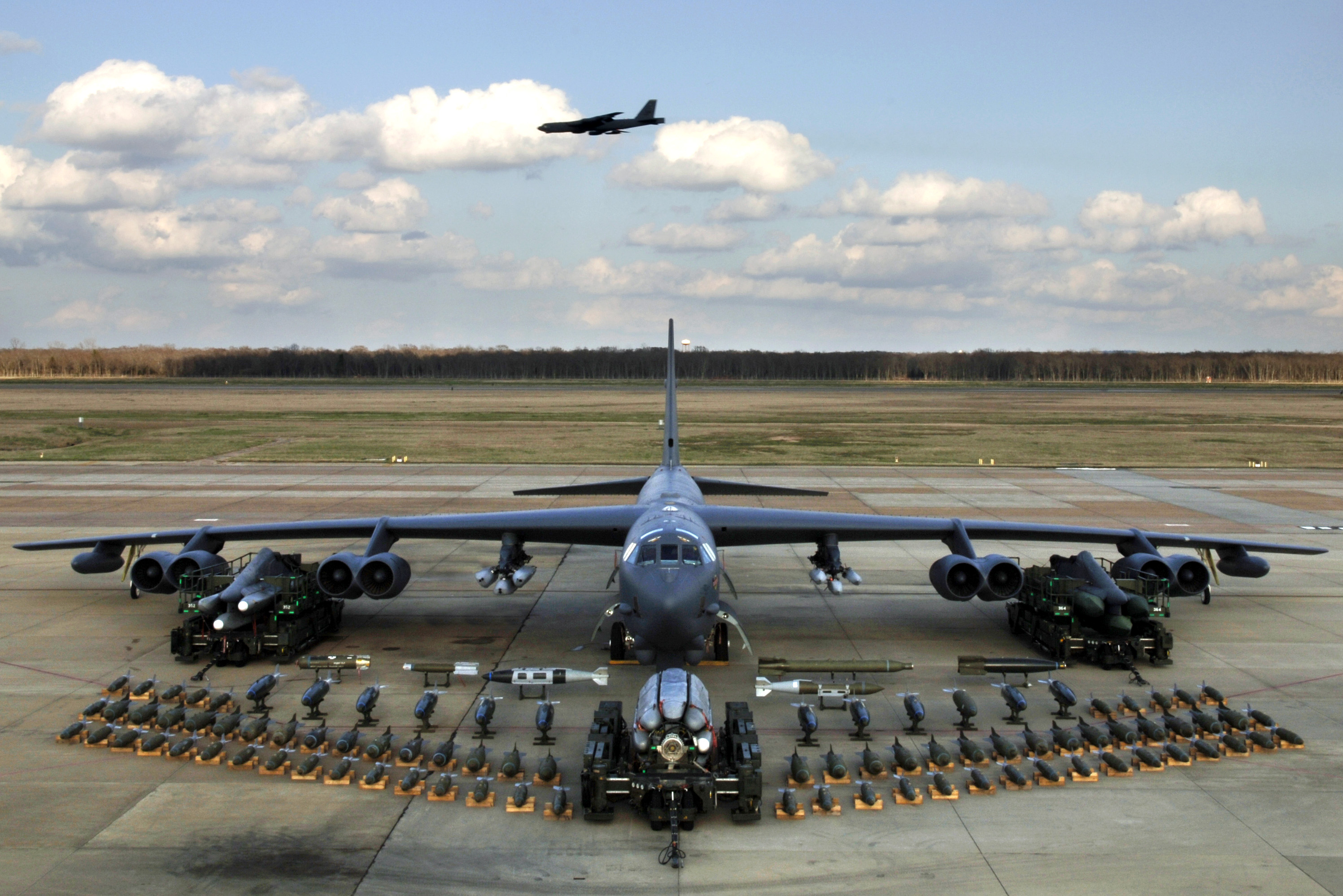
Boeing B-52H triển lãm cùng vũ khí

Vệt bom sau khi B-52 rải thảm. 1 nhóm 3 chiếc B-52 có thể tạo ra 1 vệt bom dài 3 km và rộng 1,5 km, gồm chi chít các hố bom

Trước khi diễn ra chiến dịch, B-52 đã nhiều lần bay vào oanh tạc không phận miền Bắc Việt Nam. Lần đầu tiên máy bay B-52 tham chiến chính là tại Việt Nam, và tại đây nó đã thể hiện sức tàn phá rất ghê gớm. B-52 là vũ khí chủ bài của Không quân chiến lược Mỹ, được thiết kế để đối phó với siêu cường đối thủ là Liên Xô. Máy bay B-52 có kích thước khổng lồ, tầm bay rất xa và lượng bom mang theo rất lớn (hơn 30 tấn bom mỗi chiếc, gấp 15 lần số bom mà máy bay ném bom hạng nặng chủ lực của Mỹ thời thế chiến 2 là B-17 có thể mang theo).
Trong một phi vụ oanh tạc, máy bay B-52 thường đi thành nhóm ba chiếc theo đội hình mũi tên, trên độ cao 9–10 km và ném khoảng gần 100 tấn bom (mỗi chiếc ném hơn 30 tấn) với mật độ dày đặc xuống một khu vực khoảng 2,5 km². Nếu một quả bom tiêu chuẩn là 500 lb (gần 250 kg) thì mật độ bom rơi là khoảng 130 quả trên 1 km², tức là khoảng cách trung bình giữa hai hố bom cạnh nhau là khoảng 80 mét. Với mật độ ném bom cao như vậy, xác suất hủy diệt sinh mạng và phá hủy công trình trong dải bom của B-52 sẽ là cực cao.
Không quân Mỹ có một thuận lợi đến từ đồng minh của mình. Trong Chiến tranh Sáu ngày năm 1967, Israel đã tịch thu được hơn 20 hệ thống SAM-2 nguyên vẹn bị quân Ả Rập bỏ lại khi rút chạy, nhờ vậy Mỹ đã nắm được tường tận chi tiết của hệ thống này. Năm 1969, đến lượt 1 hệ thống radar cảnh giới P-12 của Ai Cập bị Israel bắt giữ nguyên vẹn, toàn bộ kết quả phân tích được chuyển giao cho Mỹ.
Như vậy đến năm 1970, các loại radar phòng không chủ yếu của Quân đội nhân dân Việt Nam đều đã bị Mỹ nắm bắt, và Mỹ đã chế tạo ra các thiết bị gây nhiễu rất hiệu quả. Như phiên bản B-52D, lúc đầu mang 8 máy gây nhiễu, thì tới tháng 12/1972 đã có tới 15 máy gây nhiễu, 2 máy phóng nhiễu giấy bạc. Một tốp 3 chiếc B-52 có 45 máy, như vậy tất cả nhiễu đó tạo thành giải nhiễu chồng chéo, dày đặc, đan xen, công suất rất lớn và rộng. Phiên bản B-52G có khoang lắp đặt thiết bị điện tử được mở rộng để lắp hệ thống gây nhiễu mới. B-52G được trang bị 16 máy gây nhiễu điện tử tích cực, 2 máy gây nhiễu tiêu cực và 2 máy thu tần số radar để tạo màn nhiễu dày đặc che toàn bộ máy bay trước hệ thống radar, tên lửa phòng không của đối phương. Các thiết bị này sẽ tự động thu, phân tích tần số sóng radar của đối phương và cung cấp cho sĩ quan điều khiển để lựa chọn phát tần số sóng để chế áp. Theo một số phi công Mỹ, chỉ riêng hệ thống gây nhiễu trên B-52G đã có giá tương đương một chiến đấu cơ F-4D. Ngoài ra, B-52G còn được lắp 4 đạn tên lửa "chim mồi" ADM-20 Quail (chim cút). Khi được phóng, ADM-20 sẽ giả lập tín hiệu giống máy bay B-52 để tạo mục tiêu giả thay cho B-52 nhằm đánh lừa tên lửa của đối phương.
Với vai trò là máy bay ném bom chiến lược, các phi đội B-52 không hoạt động độc lập mà được hộ tống bởi các máy bay trinh sát điện tử EA-6A, EB-66, EC-121 và các chiến đấu cơ F-4, F-105, A-6, A-7 với các thiết bị gây nhiễu chủ động và thụ động đi kèm. Rất nhiều phi đội F-4 đã giả lập tín hiệu nhiễu của B-52 hòng lừa lưới lửa phòng không đối phương. Các máy bay F-4 còn thả các "bom" gây nhiễu gồm hàng triệu sợi kim loại màu bạc, rất mỏng nhẹ (mỗi quả bom chứa 450 bó nhiễu), các sợi kim loại gây nhiễu này có thể làm radar không thể nhận diện được các mục tiêu, nặng thì làm trắng xóa màn hình radar (mất hoàn toàn khả năng theo dõi và bám mục tiêu). Các biện pháp gây nhiễu tổng hợp của Mỹ khiến rada của hệ thống phòng không gặp nhiễu, không thể phát hiện và khóa bắn được B-52. Các đài radar nhìn vòng P-12 của các tiểu đoàn tên lửa SAM-2 chỉ thu được các giải nhiễu đậm đặc, có lúc làm trắng xóa cả màn hình.
Để kiểm chứng khả năng của hệ thống gây nhiễu, rạng sáng ngày 16/4/1972, bắt đầu từ 2 giờ 15 phút, Mỹ huy động 20 máy bay B-52 và 170 lần/chiếc máy bay cường kích, ném bom ba trận lớn vào Hải Phòng. 103 nơi trong thành phố bị bom Mỹ tàn phá như các khu phố Thượng Lý, Hạ Lý, Cầu Tre, bến cảng và thôn Phúc Lộc (Kiến Thụy)... Bom Mỹ đã giết và làm bị thương 757 người dân Hải Phòng mà phần lớn là phụ nữ, trẻ em và cụ già. Hai trung đoàn tên lửa số 238 và 285 đã phóng lên đến 93 quả tên lửa SAM-2 nhưng không diệt được chiếc B-52 nào vì bị gây nhiễu quá nặng.
Ngoài ra, vũ khí lợi hại là tên lửa chống radar (như loại AGM-45 Shrike, AGM-78 Standard ARM). Tên lửa Shrike sau khi phóng sẽ tìm và "bắt" mục tiêu theo sóng radar, rồi lao thẳng vào gây nổ, là vũ khí chuyên dụng để phá hủy các hệ thống phòng không đối phương. Khi cách rađa vài chục mét thì tên lửa phát nổ lần thứ nhất, văng ra hàng vạn viên bi vuông để phả hủy rađa, tiếp đó phần còn lại lao xuống đất nổ lần thứ 2 để phá hủy nốt. Tại Trung Đông, hàng chục hệ thống tên lửa phòng không của Khối Ả Rập từng bị loại tên lửa này phá hủy, khiến lực lượng này mất khả năng chiến đấu
Với một loạt các biện pháp kỹ thuật và chiến thuật, không quân Mỹ tự tin rằng hệ thống phòng không của Quân đội nhân dân Việt Nam sẽ không thể chống trả được. Mỹ tin rằng B-52 chỉ có thể bị rơi do thời tiết, hoặc do trục trặc kỹ thuật chứ quyết không thể bị bắn rơi vì hỏa lực của phòng không – không quân Việt Nam, cuộc tập kích của B-52 vào miền Bắc Việt Nam sẽ chỉ như "một cuộc dạo chơi" với tổn thất ở mức tối thiểu.

### Quân đội nhân dân Việt Nam

#### Đánh bằng vũ khí phòng không
Ở thời điểm năm 1972, SAM-2 là loại tên lửa phòng không duy nhất có trong trang bị của Quân đội nhân dân Việt Nam. Được sản xuất vào giữa thập niên 1950, đến thời điểm năm 1972, SAM-2 đã tỏ ra khá lạc hậu, và còn bị lộ bí mật công nghệ cho đối phương (do Israel thu được một số hệ thống SAM-2 của Ai Cập và chuyển cho Mỹ phân tích). Khi đó, Liên Xô đã thay thế loại tên lửa này bằng những hệ thống SAM-4, SAM-5, SAM-6 có tính năng cao hơn nhiều. Tuy nhiên, do chính sách hòa giải với Mỹ nên Liên Xô đã không viện trợ những loại tên lửa mới này cho Việt Nam. Không quân Mỹ sẽ không phải lo phía Việt Nam được trang bị những hệ thống tên lửa phòng không kiểu mới mà Mỹ chưa biết cách khắc chế.
Không có tên lửa phòng không kiểu mới, Quân đội Nhân dân Việt Nam cũng khá thiếu về số lượng hệ thống tên lửa SAM-2. Toàn bộ lực lượng phòng không Việt Nam vào cuối năm 1972 có khoảng 50 hệ thống SAM-2 (nguồn khác nói rằng có 36 hệ thống sẵn sàng chiến đấu, trong đó chỉ có 23 hệ thống bố trí tại các khu vực mà máy bay Mỹ sẽ đánh phá trong chiến dịch. Con số này chỉ bằng 1/7 số lượng hệ thống phòng không mà quân Ả Rập sử dụng trong Chiến tranh Yom Kippur năm 1973, và càng không đáng kể nếu so với số lượng máy bay Mỹ huy động cho chiến dịch (1.077 máy bay phản lực và 207 chiếc B-52).
Nhìn chung, Quân đội Nhân dân Việt Nam không thể trông chờ vào ưu thế vũ khí để chống lại Mỹ, bởi phía Việt Nam yếu thế hơn hẳn cả về công nghệ lẫn số lượng. Để tìm cách chống trả bằng những gì hiện có trong tay, Quân đội Nhân dân Việt Nam phải tìm ra những chiến thuật mới để khắc chế ưu thế về vũ khí của Mỹ.

Tên lửa SAM và pháo cao xạ trong chiến dịch Điện Biên Phủ trên không

Quân ủy Trung ương chỉ thị cho Quân chủng Phòng không - Không quân nghiên cứu các biện pháp chống nhiễu, nghiên cứu cách đánh, kiên quyết bắn rơi máy bay chiến lược B-52. Sau 19 ngày Mỹ đem thả bom ở đèo Mụ Giạ, Quảng Bình, ngày 19 tháng 7 năm 1965, Hồ Chí Minh nói: "Dù Mỹ có B-57, B-52 hay B gì đi nữa, ta cũng đánh mà đánh là nhất định thắng. Các chú muốn bắt cọp phải vào hang."
Từ cuối năm 1968, Bộ tư lệnh Quân chủng Phòng không-Không quân đã cử nhiều đoàn cán bộ kỹ thuật, trong đó có một bộ phận của tiểu đoàn trinh sát đi cùng các tiểu đoàn tên lửa vào nam Quân khu 4 và tuyến vận tải chiến lược đường Trường Sơn theo dõi, nghiên cứu nhận dạng và tìm cách đánh máy bay B-52.
Qua theo dõi trong hai mùa khô năm 1968-1969 và 1969-1970, nhóm cán bộ phát hiện có một loại radar máy bay B-52 không gây nhiễu được. Trên cơ sở đó, cuối năm 1971, một tổ cán bộ nghiên cứu đề xuất một công trình nghiên cứu cải tiến kỹ thuật: Dùng loại radar không bị máy bay B-52 gây nhiễu ghép nối với đài điều khiển phục vụ tên lửa đánh B-52.
Tháng 1 năm 1972, tổ nghiên cứu hoàn thành bản vẽ thiết kế, sau đó chuyển đến Tiểu đoàn 76, Trung đoàn tên lửa 257 lắp ráp thành bộ khí tài mới. Tháng 6 năm 1972, Cục Kỹ thuật cung cấp bản vẽ và một số mẫu cho nhà máy Z119 thuộc Cục Quân giới để lắp ráp 6 bộ khí tài mới. Các bộ khí tài mới mang ký hiệu KX.

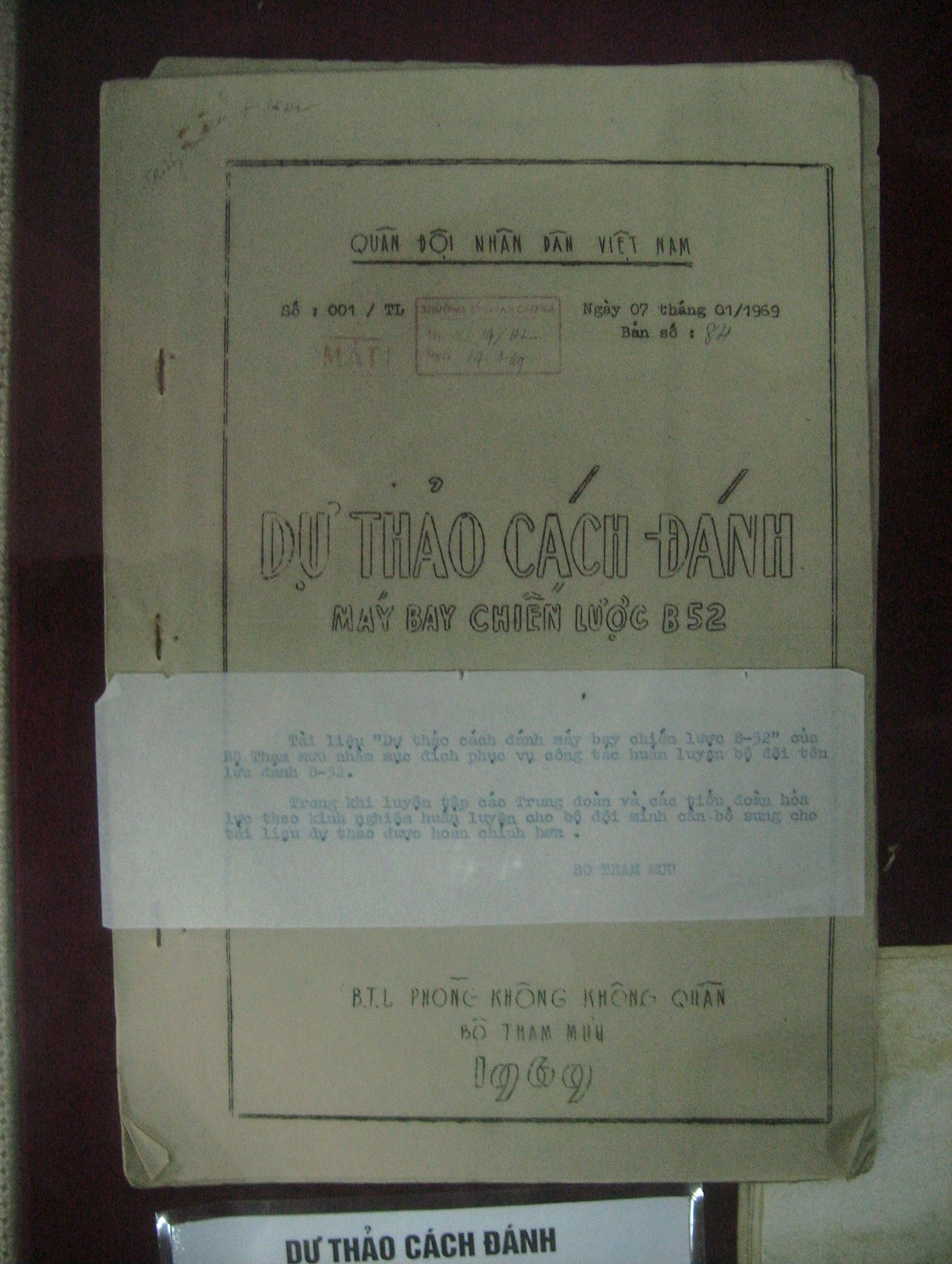
Bản "Dự thảo cách đánh máy bay chiến lược B52", năm 1969.

Cùng với bộ khí tài KX, các tổ rada cũng nghiên cứu khả năng "vạch nhiễu" ở các loại rada khác, nhằm phát hiện được mục tiêu B-52 vốn rất mờ nhạt trong dải nhiễu. Các dạng nhiễu có đủ kiểu, đủ loại với những tên gọi khác nhau được đặt theo hình dáng như: nhiễu quét, nhiễu giọt mưa, nhiễu xoắn thừng, nhiễu râu... Theo quyển Lịch sử ngành quân khí Quân đội nhân dân Việt Nam trong kháng chiến chống Mỹ cứu nước (1965-1975), Cục Quân khí - Quân chủng phòng không - không quân đã thành công trong việc cải tiến rađa K860 trong đó công lớn đầu thuộc về kỹ sư Nguyễn Ngọc Lạc. Cuối năm 1972, Cục Quân khí - Quân chủng phòng không - không quân tiếp nhận một số rađa K860 của Trung Quốc về để sửa chữa. Đây là loại radar có băng sóng 10 cm và băng sóng 3 cm vốn được trang bị đồng bộ cho pháo cao xạ tầm trung 57mm. Các băng sóng 10 cm thì đối phương dò được, phá nhiễu và tấn công lại, riêng băng sóng 3 cm thì hoàn toàn mới, quân Mỹ chưa biết, nhưng hầu hết các rađa K860 khi hoạt động thì băng sóng 3 cm toàn bị hỏng. Kỹ sư Nguyễn Ngọc Lạc đã phát hiện nguyên nhân băng sóng 3 cm không hoạt động là do mạch điện bị đấu sai. Chính nhờ có sáng kiến, cải tiến của kỹ sư Nguyễn Ngọc Lạc mà radar K860 hoạt động tốt với 2 băng sóng, bắt mục tiêu B52 một cách chính xác, nhờ đó dẫn đường cho tên lửa bắn hạ được B-52. Khi đó, Bộ tư lệnh phòng không không quân đã nhanh chóng triển khai ứng dụng cải tiến toàn bộ radar K860 cho các đơn vị tên lửa để đối phó với máy bay B-52.
Tháng 10 năm 1972, tập tài liệu mang tên "Cách đánh B-52 của bộ đội tên lửa" được in, gọi tắt là cuốn "Cẩm nang bìa đỏ", dày 30 trang đánh máy và được bọc ngoài một tờ bìa màu đỏ. Trong cuốn sách là kinh nghiệm phân biệt mục tiêu thật-giả trước màn hiện sóng để bộ đội tên lửa có thể ngắm trúng mục tiêu. Cuốn "Cẩm nang bìa đỏ" cho biết:
- Tuy không quân Mỹ gây nhiễu dày đặc nhưng trong mớ hỗn loạn các loại tín hiệu nhiễu trên màn hiện sóng, B-52 không phải là hoàn toàn vô hình, nếu tinh mắt vẫn có thể phát hiện được mục tiêu B-52 một cách gián tiếp: đó là các đám nhiễu tín hiệu mịn trôi dần theo tốc độ di chuyển của B-52. Tuy mục tiêu không hiển thị rõ rệt để có thể xác định mục tiêu và điều khiển tên lửa chính xác nhưng cẩm nang đã đề ra biện pháp bắn theo xác suất: bắn một loạt đạn tên lửa vào đám nhiễu theo cự ly giãn cách nhất định sẽ có xác suất tiêu diệt mục tiêu khá cao, phương án bắn xác suất này được "cẩm nang" gọi là "phương án P".
- Khi mục tiêu B-52 đi thẳng vào đài phát cường độ nhiễu sẽ tăng lên, nhưng tín hiệu mục tiêu cũng sẽ tăng mạnh hơn, mục tiêu sẽ hiển thị rõ nét hơn, đây là thời cơ có thể bắn điều khiển tên lửa chính xác theo "phương án T", khi đó chỉ cần bắn 1 đến 2 quả tên lửa là B-52 sẽ phải rơi tại chỗ.
- Trong "cẩm nang" đồng thời cũng đề ra các hướng dẫn cụ thể cho các cấp chỉ huy các tiểu đoàn tên lửa về công tác chỉ huy, cách chọn giải nhiễu, chọn thời cơ phát sóng, cự ly phóng đạn, phương pháp bắn, phương pháp bám sát mục tiêu trong nhiễu...

Một chiến thuật khác là "phương pháp bắn 3 điểm" dựa trên bộ khí tài hiện có. Khi B-52 bay vào Hà Nội, cường độ gây nhiễu cũng đã bị phân tán. Hướng này bị nhiễu nặng, song ở hướng khác, hai bên sườn, phía trước, phía sau... thì cường độ nhiễu thấp hơn, các đơn vị tên lửa ở các hướng đó có thể phát hiện được B-52 trên nền nhiễu. Quân đội Nhân dân Việt Nam đã bố trí đội hình tên lửa đánh bọc lót cho nhau (3 hệ thống bố trí ở 3 nơi thành một khu vực phòng thủ hình tam giác), sao cho mỗi tốp máy bay Mỹ có thể bị công kích từ nhiều hệ thống tên lửa ở nhiều hướng, sử dụng phương pháp bắn 3 điểm và linh hoạt sử dụng phương pháp bắn đón nửa góc khi thấy mục tiêu.

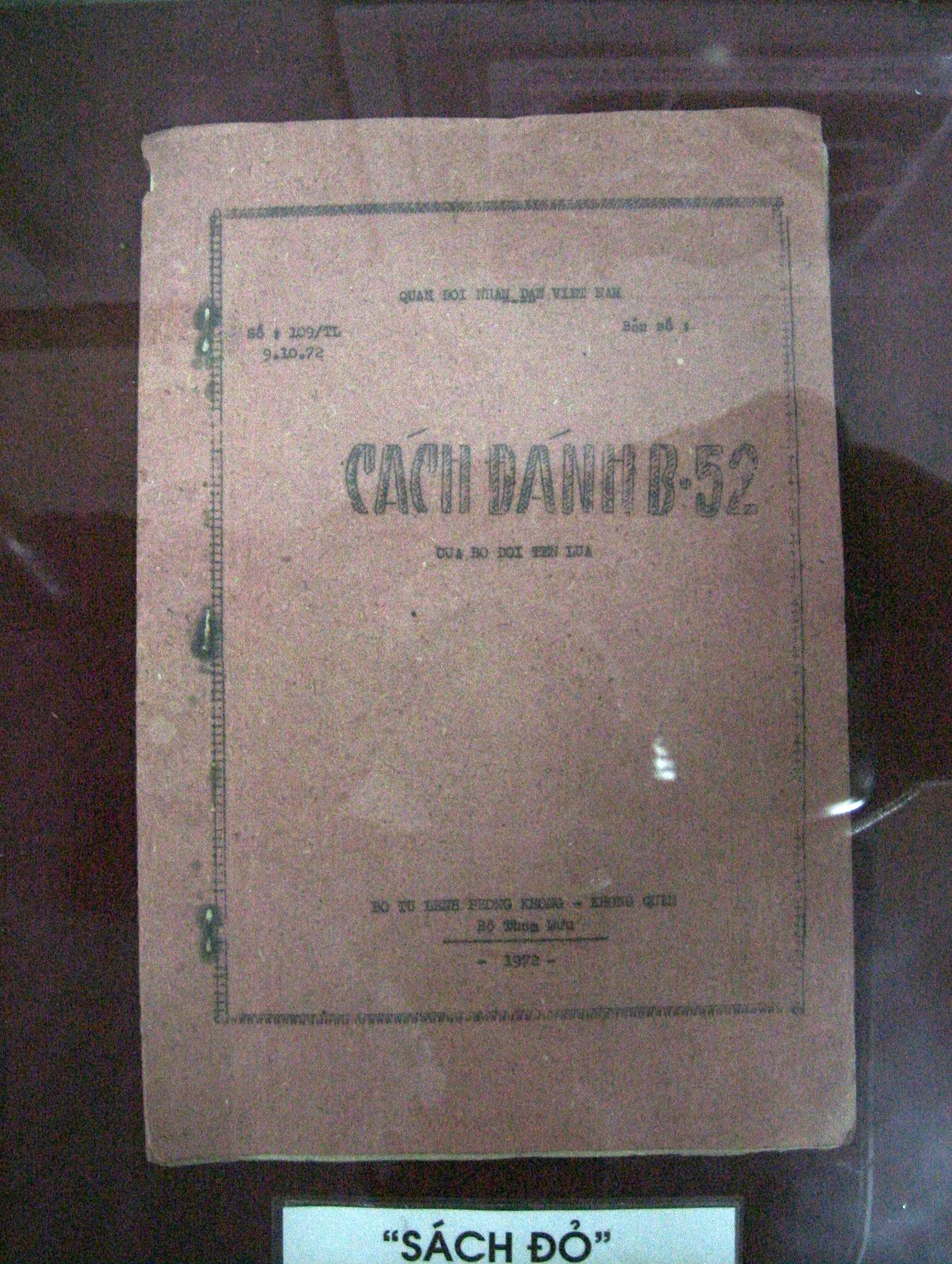
Cẩm nang bìa đỏ "Cách đánh B-52 của bộ đội tên lửa", 1972.

Ngoài ra còn có kỹ thuật điều khiển bắn bằng quang học thay cho radar. Các kíp chiến đấu nhận thấy việc bám sát chia đôi dải nhiễu như trước đây không còn phù hợp và sẽ khó tiêu diệt được máy bay, trắc thủ hai góc phải bám sát dải nhiễu như thế nào để đưa máy bay địch vào đúng tâm cánh sóng thì mới có thể bám bắt và khai hỏa. Phương án sử dụng trắc thủ quang học để chỉ chuẩn cho các trắc thủ tay quay xe điều khiển bám sát. Từ năm 1968, các chuyên gia Liên Xô đã tiến hành lắp thêm kính quang học PA-00 trên nóc anten phương vị của xe thu phát. Thiết bị này được thiết kế để khi hai trắc thủ quang học bám sát chính xác vào một máy bay thì hai trắc thủ góc tà và phương vị của xe điều khiển cũng bám sát đúng vào chiếc máy bay đó, mặc dù trên màn hiện sóng là dải nhiễu tạp. Ngoài ra, đài radar P-12 của tiểu đoàn xác định chính xác cự li mục tiêu để chọn cự ly phóng đạn phù hợp.
Đại tá Nguyễn Văn, chỉ huy 1 trung đoàn tên lửa phòng không, sau chiến tranh đã trả lời một quân nhân Mỹ: "Việc phát triển chiến thuật để đối phó với đối phương vượt trội về công nghệ là nhiệm vụ thường trực. Rốt cuộc, chính Liên Xô cũng phải học tập những chiến thuật của chúng tôi. Về mặt kỹ thuật, người Liên Xô là thầy của chúng tôi, nhưng về mặt thủ thuật, chúng tôi là thầy của họ".
Đối với tên lửa chống radar của Mỹ, Quân đội Việt Nam đã nghiên cứu, vô hiệu hóa bằng cách phát sóng tức thì, tắt máy đột ngột và quay đài antenna đi hướng khác, tên lửa Shrike cứ thế lao theo quán tính và rơi chệch trận địa. Cùng với trận địa chính, bộ đội Việt Nam làm nhiều trận địa giả, sau mỗi lần phóng tên lửa lại nhanh chóng kéo bệ sang trận địa khác. Những quả tên lửa giả được làm bằng cót, phủ sơn trông như thật. Khi tên lửa thật phóng đạn, thì các bệ tên lửa giả cũng đốt rơm, tạo khói mù mịt đánh lừa máy bay Mỹ, khiến chúng không nhận ra đâu là trận địa thật Nhờ vậy trong suốt 12 ngày đêm của chiến dịch, chỉ có một số ít trận địa phòng không bị đánh trúng, lực lượng phòng không Việt Nam vẫn bảo toàn được lực lượng để tiếp tục chiến đấu.
Một điểm đáng lưu ý, một số nguồn tin cho rằng tên lửa SA-2 đã được cải tiến nối tầng nâng tầm bắn. Nhưng thực tế là không phải, bởi tên lửa SA-2 có thể hạ mục tiêu ở độ cao trên 24.000m trong khi trần bay tối đa của B-52 chỉ là 17.000m (khi bay ném bom thì độ cao bay 10.000m), nên việc nâng tầm bắn là không cần thiết. Trên thực tế, yếu tố giúp bắn hạ B-52 nằm ở việc cải tiến các thiết bị radar để "vạch nhiễu tìm thù".
Một vấn đề khác liên quan là việc 2 hệ thống SAM-3 của Việt Nam không kịp tham chiến. Được Liên Xô viện trợ cho khối Ả Rập từ năm 1969 nhưng mãi tới năm 1972, Liên Xô mới đồng ý viện trợ SAM-3 cho Việt Nam (chính sách của Liên Xô là ưu tiên khối Ả Rập hơn và không viện trợ vũ khí mới cho Việt Nam để tránh gây căng thẳng với Mỹ, cũng như tránh bị Trung Quốc sao chép công nghệ). Theo kế hoạch, 2 trung đoàn SAM-3 cùng 200 quả tên lửa sẽ được đưa sang Việt Nam vào cuối tháng 12/1972. Theo Trung tướng Nguyễn Văn Phiệt, thì SAM-3 có tốc độ bắn nhanh hơn (có 2 tên lửa trên 1 bệ phóng thay vì 1 tên lửa như SA-2), khả năng chống nhiễu cao hơn do dùng tần số quét khác SAM-2, do đó có xác suất trúng mục tiêu cao hơn SAM-2. Tới đêm 18/12, Trung đoàn 276 – trung đoàn SAM-3 thứ hai về đến ga Kép (Bắc Giang). Trung đoàn 276 tập trung mọi khả năng cho tiểu đoàn hỏa lực 169 hoàn chỉnh đồng bộ bước vào chiến dịch trước. Ngày 30/12/1972, Tiểu đoàn 169 đã chiếm lĩnh và triển khai trận địa ở Bắc Hồng (Đông Anh, Hà Nội), nhân viên kỹ thuật triển khai nhanh dây chuyền lắp ráp được 4 quả đạn SAM-3. Tuy nhiên, khi công tác chuẩn bị chiến đấu hoàn tất thì chiến dịch phòng không đã kết thúc vào đêm hôm trước.

#### Đánh bằng không quân
Đối với không quân, trước chiến dịch, Không quân Nhân dân Việt Nam chỉ có 71 máy bay các loại sắn sàng hoạt động, trong đó chỉ có 47 tiêm kích (31 chiếc MiG-21 và 16 chiếc MiG-17). Phần lớn phi công không quen bay vào ban đêm, chỉ có 13 phi công MiG-21 và 5 phi công MiG-17 có khả năng bay đêm. Trong số 194 phi công, 75 người (khoảng 40%) tuổi đời vẫn còn rất trẻ.
Do thua kém quá xa không quân Mỹ về số lượng máy bay, Không quân Việt Nam nhấn mạnh việc sử dụng chiến thuật bất ngờ. Tiếp cận bí mật, tấn công bất ngờ và rút lui thật nhanh sau khi phóng tên lửa là chiến thuật thường được sử dụng bởi các phi công Việt Nam.
Ngay từ giữa 1972, 12 phi công đã được chọn để lái tiêm kích bay đêm (vốn đòi hỏi kỹ thuật cao hơn so với tiêm kích ban ngày) để sẵn sàng đón đánh B-52. Phi công Phạm Tuân cho biết: "Với không quân thì khó khăn hơn, máy bay B-52 được yểm trợ rất mạnh, lại bay ban đêm, gây nhiễu rađa, gây nhiễu mục tiêu... ngoài ra, bản thân B-52 được trang bị tên lửa mồi, nếu MiG-21 bắn tên lửa thì B-52 thả tên lửa mồi, chưa kể B-52 cũng được trang bị súng phía đuôi có khả năng tiêu diệt máy bay tiêm kích. B-52 còn được bảo vệ bằng các máy bay chiến đấu, tiêm kích đánh chặn, đánh ngay vào mục tiêu như sân bay, trận địa tên lửa. Không quân phải có sân bay, tránh được máy bay F-4 bảo vệ B-52, để có thể nhanh chóng tiếp cận. Vì vậy, không quân phải tập bay ở những sân bay ngắn, mới làm ở các nông, lâm trường, tập bay thấp, bay cao để có thể tiếp cận nhanh được B-52. Những thời điểm như vậy thể hiện trí tuệ, sáng tạo của dân tộc, của Không quân Nhân dân Việt Nam. Chúng ta phải cất cánh trong những điều kiện khó khăn, phải cất cánh lên được để đánh. Điều này đòi hỏi ý chí, nhưng ý chí không đủ, phải sáng tạo. Ví dụ ta làm rất nhiều sân bay dự bị, hoặc cất cánh trên đường băng phụ. Thậm chí, có khi chúng tôi đeo thêm 2 quả tên lửa bổ trợ, khi đó máy bay có thể cất cánh trên đường băng chỉ 200-300m so với đường băng 1,5 km thông thường... Nga sản xuất máy bay và dạy chúng ta cách bay, nhưng đối diện với thực tế bị nhiễu, rất khó biết B52 nằm ở chỗ nào, rất khó biết được chính xác. Thế cho nên, phi công phải chủ động. Ở đây là bản lĩnh của phi công, phải phán đoán được tình huống như thế nào."

#### Đánh tại sân bay[39]
Với chủ trương: địch xuất phát từ đâu, ta sẽ đánh trả ngay tại nơi sào huyệt của chúng, và trên cơ sở phân tích tin tình báo chiến lược, phán đoán ý đồ của Mỹ. Bộ Tư lệnh Binh chủng Đặc công đã giao nhiệm vụ cho Thượng tá Nguyễn Đức Trúng, Tham mưu trưởng Binh chủng, nghiên cứu và chuẩn bị phương án đánh thẳng vào những căn cứ máy bay B-52 của Mỹ tại Thái Lan.

##### Đánh Sân bay Hải quân Hoàng gia Thái Lan Utapao
Tháng 5 năm 1971, Lê Toàn - Chính trị viên Tiểu đoàn Đặc công biệt động 1A đã cùng một tổ công tác vượt biên giới sang Campuchia rồi từ đó lên sát biên giới Thái Lan, trực tiếp bắt liên lạc và thành lập một tổ đặc công gồm Trần Thế Lại, Bùi Văn Phương, Vũ Công Đài đang hoạt động ở Thái Lan.
Nhận nhiệm vụ tổ chức trận đánh, Trần Thế Lại đã liên lạc và giao nhiệm vụ cho Bùi Văn Phương chuẩn bị vị trí cất giấu vũ khí, giả trang là dân thường đến khu vực sân bay Utapao để điều tra, nghiên cứu mục tiêu, nắm tình hình sơ bộ và kiểm tra nơi cất giấu vũ khí.
Từ ngày 5 đến 09 tháng 11 năm 1971, Vũ Công Đài và Bùi Văn Phương (là hai người sẽ trực tiếp thực hiện trận đánh) đã gặp nhau bàn bạc thống nhất kế hoạch, nội dung và phương pháp. Các anh đã dự kiến một phương án tấn công sân bay là phá hủy bí mật bằng thủ pháo nổ chậm, nếu bị lộ thì chuyển sang đánh nổ ngay. Vũ khí sẽ sử dụng là 10 quả thủ pháo loại 0,4 kg bằng chất nổ mạnh C4 và 2 quả lựu đạn.
Ngày 09 tháng 1 năm 1972, hai anh đi xe đến gần khu vực sân bay. Quá trình xâm nhập vào mục tiêu, các chiến sĩ đặc công đã ba lần gặp địch. Hai lần khéo léo ngụy trang thoát khỏi sự quan sát của lính gác, đến lần thứ ba thì tổ chiến đấu buộc phải nổ súng tiêu diệt nhóm tuần tra gồm hai lính Mỹ và một chó béc giê. Khi vào cách nơi máy bay B-52 đỗ khoảng 300m, bất ngờ gặp 3 xe ôtô và 2 lính Mỹ, hai người phải vòng tránh theo hướng khác. Khi khoảng cách còn 50m, một tổ tuần tra khác của địch phát hiện nổ súng bắn chặn, Bùi Văn Phương tung lựu đạn về phía địch. Hai anh dùng thủ pháo đánh vào từng chiếc máy bay B-52 trong nhà xưởng. Số thủ pháo vừa hết, Bùi Văn Phương ra lệnh rút lui. Khi rút lui, Vũ Công Đài bị lính gác bắn trúng và hy sinh.
Trong trận đánh này, 3 chiếc máy bay B-52 bị phá hỏng.

##### Đánh sân bay Udon
Tháng 7 năm 1972, Đoàn A54 cử 23 cán bộ, chiến sĩ thành một tổ soi đường và một tổ bảo đảm hậu cần, vượt Trường Sơn hành quân đến khu rừng nguyên sinh Đôn Ka Thom nằm ở ngã ba biên giới 3 nước Thái Lan - Lào - Campuchia, lập một trạm chỉ huy nghiên cứu tình hình, mở hành lang vào khu vực sân bay Udon.
Tháng 8 năm 1972, tổ soi đường đã liên lạc được với một cơ sở lực lượng cách mạng trên đất Thái Lan. Hàng ngày, các anh thường đóng giả người dân Thái Lan nhằm thực hiện nhiệm vụ trinh sát khu vực sân bay.
Cuối tháng 8 năm 1972, một đội hình chiến đấu gồm 10 người được thành lập do Đào Đức Hạnh - Đoàn trưởng Đoàn A54 chỉ huy tới cơ sở cách mạng của ta ở Thái Lan (Căn cứ 07). Phương án đánh B52 lần này là dùng mìn nổ chậm, nếu bị lộ thì chuyển sang đánh nổ ngay. Tám đồng chí trong đội hình chiến đấu chia làm ba tổ, trong đó hai người có nhiệm vụ mở cửa và bảo vệ cửa mở; bốn người đánh phá máy bay, hai người đánh phá kho xăng. tháng 9 năm 1972, đội thực hiện nhiệm vụ trinh sát tạo hành lang từ Căn cứ 07 đến sân bay Udon, nhằm xác định vị trí tập kết, xác định đường đột nhập vào sân bay.
Ngày 01 tháng 10 năm 1972, đội hình chiến đấu bắt đầu cơ động vào sát khu vực sân bay Udon đến gần sáng ngày 02 tháng 10, đội mới tới được gần sân bay. Tối ngày 02 tháng 10 năm 1972, hai tổ chiến đấu tiềm nhập vào sân bay, tổ mở cửa triển khai bảo vệ đầu cầu. Theo hiệp đồng chiến đấu, sau khi cài đặt lượng nổ, mìn hẹn giờ vào mục tiêu, cả hai tổ phải rút ngay để kịp rời sân bay trước khi trời sáng. Cho tới 10 giờ sáng ngày 03 tháng 10, tổ đánh kho xăng và tổ mở cửa mới gặp được nhau, bốn người còn lại của tổ đánh B-52 vẫn chưa thể thoát ra được.
Trong trận đánh này, một số máy bay, 1 trạm điện, 1 kho xăng đã bị phá hủy, 1 lính canh sân bay chết và 6 lính đối phương bị thương. Tuy nhiên, ba người lính đặc công là Phan Xuân Kính, Phạm Văn Lãm, Vũ Công Xướng đã hy sinh ngay tại sân bay, Nguyễn Khắc Nga bị thương nặng và bị địch bắt.

##### Đánh Sân bay Ubon Ratchathani
Trước năm 1972, Sân bay Ubon Ratchathani đã 6 lần bị đặc công Việt Nam gài mìn phá hủy nên quân đội Thái Lan tăng cường bảo vệ an ninh.
Lê Toàn, Chính trị viên Tiểu đoàn Đặc công biệt động 1A đã cùng Nguyễn Bá Do bí mật sang Campuchia gặp Bộ Tư lệnh Quân tình nguyện Việt Nam đề nghị chi viện vũ khí. Đồng Văn Cống đã quyết định cấp ngay vũ khí theo đề nghị của Tiểu đoàn gồm 2 súng cối 82mm, 2 cơ số đạn, 200 thủ pháo tay cùng một số vật chất chiến đấu.
Ngày 02 tháng 10 năm 1972, một đội hình chiến đấu gồm 27 người của Tiểu đoàn Đặc công biệt động 1A được thành lập. Đội được tổ chức thành hai bộ phận, trong đó bộ phận trực tiếp chiến đấu gồm 13 người trang bị 1 súng cối 82mm, 40 quả đạn, do Nguyễn Công Mùi chỉ huy.
Khi đến vị trí, bí mật triển khai trận địa, đội hình chiến đấu nổ súng theo đúng kế hoạch đã định. 40 quả đạn mang theo, 5 quả không nổ do ảnh hưởng thời tiết mưa gió ẩm ướt, 35 quả đạn còn lại đã nổ trúng mục tiêu phá hủy đài chỉ huy sân bay, xưởng sửa chữa và một số thiết bị sân bay và rút lui an toàn. Nhưng khi về tới gần biên giới, đội đã bị lọt vào ổ phục kích của đối phương, làm chết 6 lính đặc công.

## Diễn biến

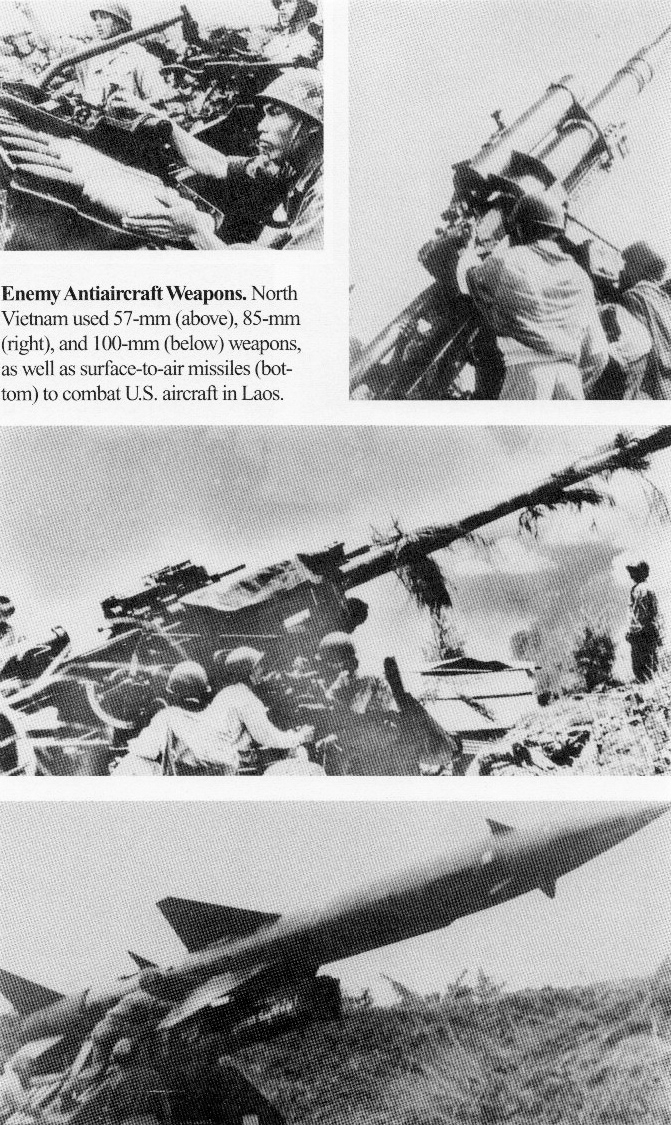
Pháo cao xạ 57mm, 85mm, 100mm và tên lửa SAM-2 của Quân đội nhân dân Việt Nam

Trong chiến dịch có tổng cộng 741 lượt B-52 vào ném bom Bắc Việt Nam trong đó có 12 lượt bị hủy, trong thời gian đó vẫn có 212 lượt B-52 đi ném bom ở miền Nam Việt Nam. Hỗ trợ cho các máy bay ném bom là 3.920 lượt máy bay ném bom chiến thuật của không quân và hải quân. Tổng cộng đã có hơn 36.000 tấn bom đã được thả xuống những nơi được Mỹ coi là 18 mục tiêu công nghiệp và 14 mục tiêu quân sự (trong đó có 8 địa điểm có tên lửa SAM).
Cuộc tập kích của không quân Mỹ diễn ra liên tục trong ngày với trọng tâm là các cuộc ném bom của B-52 vào ban đêm. Một lực lượng lớn máy bay B-52, mỗi chiếc mang tối đa 66 quả bom 750-pound (340 kg) hoặc 108 quả bom 500-pound (227 kg) thực hiện các cuộc tấn công hủy diệt hàng đêm tại Hà Nội và Hải Phòng. Còn ban ngày các bay chiến thuật thay nhau liên tục đánh phá ác liệt các sân bay của không quân tiêm kích Bắc Việt Nam, các trận địa tên lửa và các trạm radar phòng không.
Trong 12 ngày đêm cuối năm 1972, hơn nửa triệu dân nội đô (xấp xỉ 50% dân số Hà Nội lúc đó) đã được tổ chức sơ tán về các huyện ngoại thành và các tỉnh lân cận để tránh thương vong. Thiếu tướng Nguyễn Văn Ninh, nguyên phó cục trưởng Cục Tác chiến Bộ Tổng tham mưu, kể rằng việc ông quan tâm và dành thời gian tìm hiểu là cuộc sơ tán thần tốc của người dân Hà Nội trong những ngày chiến tranh ác liệt nhất. Nhờ làm tốt chủ trương này mà Hà Nội đã giảm thiểu được thương vong về người trước sức công phá ác liệt của các loại vũ khí hiện đại.

Đoàn không quân Sao Đỏ trang bị MiG-21 - đơn vị Anh hùng lực lượng vũ trang trong trận "Điện Biên Phủ trên không"

Để tránh né hệ thống phòng không miền Bắc, Hoa Kỳ đã dùng máy bay B-52 bay ở độ cao lớn rải thảm bom vào các mục tiêu như sân bay Kép, Phúc Yên, Hòa Lạc, hệ thống đường sắt, nhà kho, nhà máy điện Thái Nguyên, trạm trung chuyển đường sắt Bắc Giang, kho xăng dầu tại Hà Nội... Thiệt hại về cơ sở hạ tầng tại miền Bắc Việt Nam là rất nặng nề. Hà Nội, Hải Phòng bị tàn phá, các nhà máy, xí nghiệp, các khu dân cư xung quanh mục tiêu quân sự và dân sự trở thành đống gạch vụn. Ở Hà Nội, ngày 26/12, riêng tại phố Khâm Thiên, bom trải thảm đã phá sập cả dãy phố, sát hại 287 dân thường, làm bị thương 290 người, 178 đứa trẻ trở thành mồ côi, trong đó có 66 trẻ em mồ côi cả cha lẫn mẹ. Bệnh viện Bạch Mai, cơ sở y tế lớn nhất miền Bắc Việt Nam đã bị phá huỷ hoàn toàn khiến 30 bác sĩ, y tá và 1 bệnh nhân bên trong thiệt mạng. Số dân thường bị thiệt mạng trong chiến dịch là 2.200 người, trong đó con số tại Hà Nội được thống kê là 1.318 người. Chiến dịch này đã phá hoại nặng nề nhiều cơ sở vật chất, kinh tế, giao thông, công nghiệp và quân sự ở miền Bắc Việt Nam nhưng mục tiêu cốt lõi là làm thay đổi được lập trường của lãnh đạo Việt Nam Dân chủ Cộng hòa thì đã không đạt được.
Trước khi chiến dịch diễn ra ít ngày, ngày 22/11/1972, bộ đội tên lửa Quân đội Nhân dân Việt Nam đã thành công trong việc bắn trúng 1 chiếc B-52 tại Thanh Hóa. Chiếc máy bay B-52 bị hư hại nặng, nhưng tổ lái đã cố gắng xoay xở để lái chiếc máy bay "rách nát" về tới sân bay ở Thái Lan rồi hạ cánh, thoát ra ngoài trước khi chiếc B-52 bị bốc cháy hoàn toàn trên đường băng.

### Ngày 18/12/1972

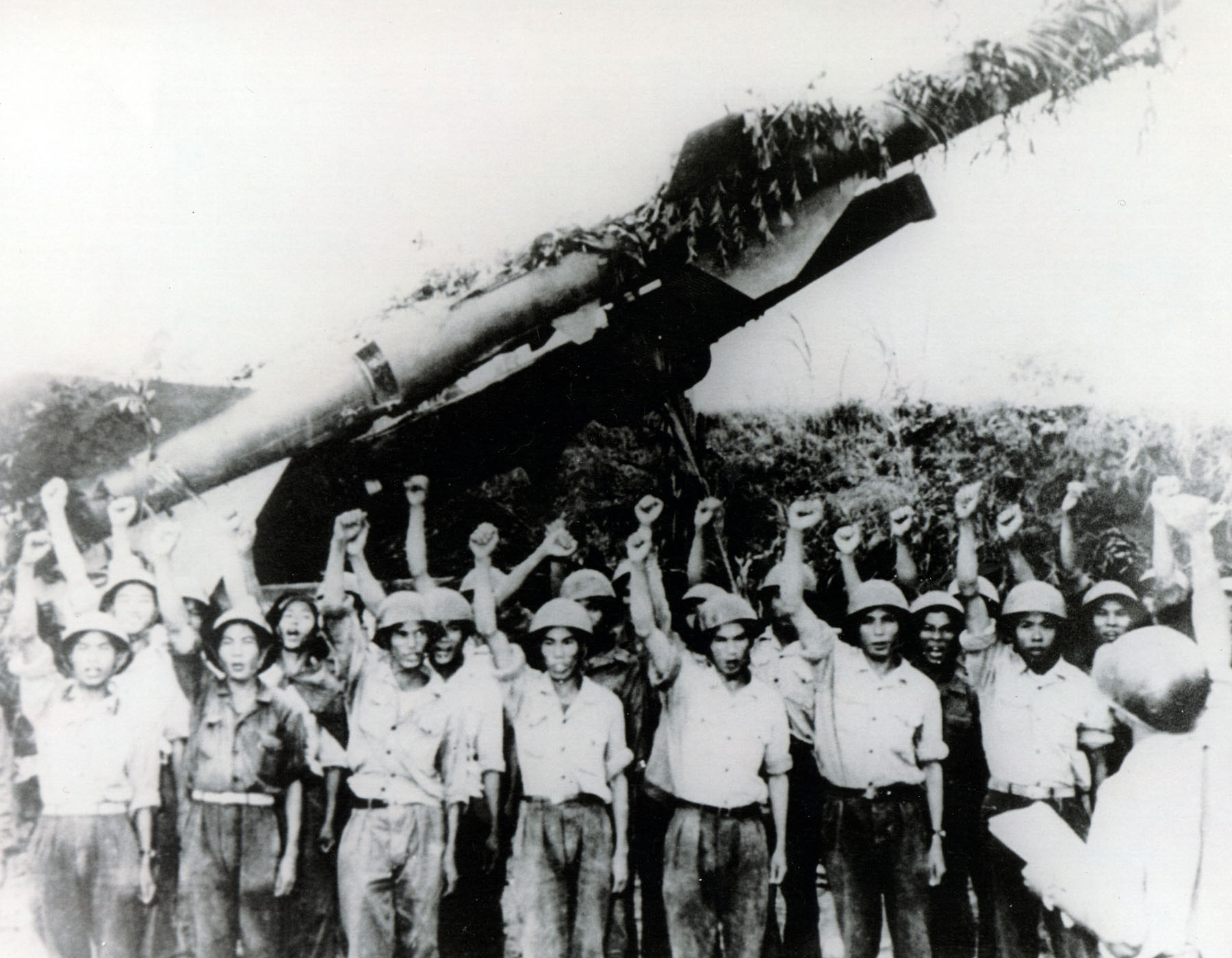
Một đơn vị tên lửa SAM-2 của Quân đội Việt Nam trước giờ chiến đấu

Ngày 18/12/1972, những tốp B-52 đầu tiên xuất kích. Trên bảng tiêu đồ tại Sở chỉ huy, một trong số ba nữ tiêu đồ viên có tên Nguyễn Thị Vân lo lắng khi thấy tín hiệu báo những chiếc B-52 bay tới. Cô nhớ lại: "Thoạt tiên là một tốp, rồi tiếp tới 2 tốp, sau đó là hàng loạt tốp xuất hiện như một bầy ruồi. Nhưng tinh thần hoàn thành nhiệm vụ của một người lính đã giúp tôi lấy lại bình tĩnh và tiếp tục đánh dấu đường bay". Sở chỉ huy Sư đoàn 361 theo dõi hướng tấn công của các tốp mục tiêu trước khi phân công số tốp và nhiệm vụ tiêu diệt mục tiêu cho các phân đội hỏa lực.
Tiểu đoàn 57 Trung đoàn tên lửa 261 có trận địa ngay bờ bắc sông Hồng là phân đội tên lửa đầu tiên chặn đánh đội hình tập kích. Tiểu đoàn trưởng Tiểu đoàn 57 Nguyễn Văn Phiệt là một chỉ huy dày dạn, từng lăn lộn chiến đấu chống các trận không kích của Mĩ trong suốt 5 năm nhưng cũng chưa bao giờ gặp trường hợp nhiễu nặng như vậy. Ông nhớ lại: "Tất cả các tín hiệu mục tiêu đều biến mất trong đám nhiễu trắng lóa khắp màn hiện sóng. Màn hiện sóng trước mặt sĩ quan điều khiển và các trắc thủ hiện lên các vạch xanh đậm đan chéo chằng chịt với nhau và biến đổi không ngừng, các dải nhiễu nhằng nhịt nối tiếp nhau xuất hiện, tụ vào rồi lại tan ra trước khi xuất hiện hàng trăm, hàng nghìn đốm sáng trùm lên màn hiện sóng giống cả đám tín hiệu mục tiêu đang di chuyển hỗn loạn. Với cả mớ tín hiệu hỗn loạn đi kèm với màn hiện sóng radar chập chờn trôi xuống liên tục giống như trận mưa trút nước...". Trên các xe điều khiển, các kíp trắc thủ điều khiển tên lửa cố gắng bám theo dải nhiễu B-52 nhờ đài radar cảnh giới P-12 thay vì bật radar điều khiển Fan Song để tránh làm lộ vị trí đài phát trước đám máy bay tiêm kích chế áp phòng không Wild Weasel mang tên lửa chống radar. Nhưng việc bám mục tiêu thụ động cũng không mấy hiệu quả do bị nhiễu quá nặng.
Về mặt quân sự, Hoa Kỳ đã đánh giá thấp lực lượng phòng không của đối phương. Không lực Hoa Kỳ quá tin tưởng vào các biện pháp kỹ thuật gây nhiễu điện tử để bịt mắt radar và tên lửa phòng không của đối phương. Để đáp lại, các lực lượng tên lửa phòng không Quân đội nhân dân đã giải quyết vấn đề bằng những biện pháp chiến thuật sáng tạo và hợp lý. Dù Hoa Kỳ sử dụng các thiết bị gây nhiễu rada mạnh, phòng không Việt Nam đã tìm ra cách dò dấu vết B-52 trong dải nhiễu, bắn các máy bay B-52 theo xác suất và đã thành công vượt xa mức trông đợi.
Trong ngày chiến đấu đầu tiên, khi đội hình máy bay tập kích tiến tới, tiểu đoàn trưởng Tiểu đoàn 78 Nguyễn Chấn nhìn thấy "tầng tầng lớp lớp các loại nhiễu nhìn giống những chiếc nan quạt lớn chồng chéo lên nhau cùng xổ xuống, xóa nhòa tất cả các dải tần, làm lóa mắt kíp trắc thủ. Tín hiệu mục tiêu xoắn quện, vón cục rối bời với nhau trông như một cuộn len." Khi đội hình B-52 tới gần mà radar cảnh giới của đơn vị vẫn không phát hiện được mục tiêu, Chấn đã quyết định mở máy phát sóng sục sạo mục tiêu. Ngay sau đó sĩ quan điều khiển Nguyễn Văn Luyến đã bám được vào dải nhiễu của một chiếc B-52 và nhấn nút chuyển tín hiệu bám mục tiêu sang màn hiện sóng của 3 trắc thủ. Trắc thủ cự li Đinh Trọng Đức hô to "B-52" rồi cùng các trắc thủ khác thao tác tinh chỉnh cự li, phương vị và góc tà bám sát dải nhiễu.

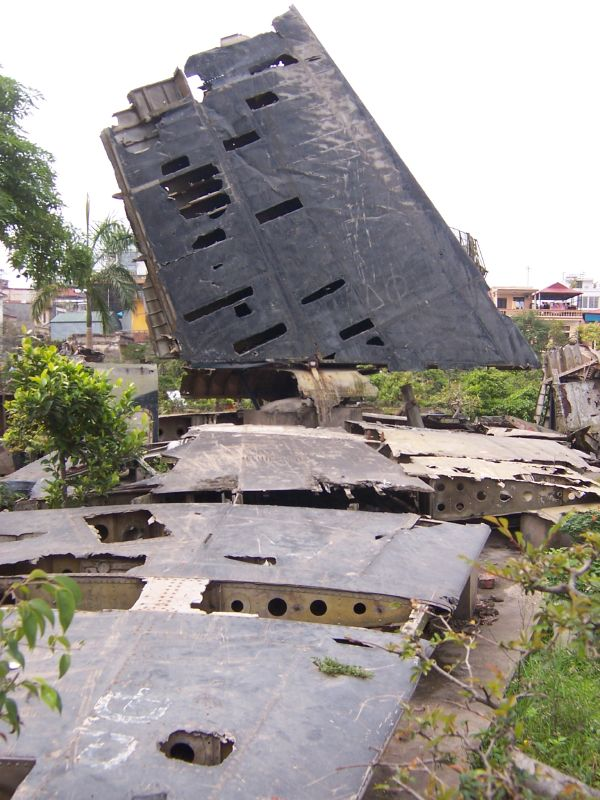
Phần còn lại của chiếc B-52G số hiệu 58-0201 bị hạ đêm 18 tháng 12 được trưng bày tại Bảo tàng chiến thắng B-52 (Đội Cấn, Ba Đình, Hà Nội)

Cách Hà Nội vài cây số về hướng bắc, Tiểu đoàn tên lửa 59 phóng cả bốn đạn đều trượt, mà lại còn bị đối phương quăng bom trùm lên trận địa. Lúc này, trong khi đang quan sát đội hình ném bom của đối phương bay vào trên màn hiện sóng radar P-12 và bảng tiêu đồ kế bên, tiểu đoàn trưởng Nguyễn Thăng nhận được lệnh từ sở chỉ huy Trung đoàn 261 giao nhiệm vụ diệt tốp mục tiêu 671 có độ cao 10.000 mét. Tiểu đoàn trưởng Thăng lệnh ngay cho sĩ quan điều khiển Dương Văn Thuận: "Mục tiêu, phương vị 350, cự li 30 km, độ cao 10.000 mét, phát sóng". Thuận đánh tay quay chỉnh an-ten về góc phương vị 350 rồi bật công tắc phát sóng bắt mục tiêu. Sau 4 giây lên sóng, khi thấy trên màn hiện sóng hiện lên các dải nhiễu cho thấy đội hình một biên đội 3 chiếc B-52, Thuận báo cáo tiểu đoàn trưởng Thăng: "Phát hiện mục tiêu, phương vị 352, không rõ cự li, độ cao 10.000 mét, theo tốp, bay vào". Thăng chuyển qua ngó màn hiện sóng trước mặt sĩ quan điều khiển rồi quay lại vị trí để kiểm tra tín hiệu tốp mục tiêu trên màn hiện sóng chỉ huy và đường bay trên bảng tiêu đồ, sau đó ra lệnh cho Thuận chuẩn bị phóng 2 đạn.
Ngay cả trong điều kiện chiến đấu bình thường thì điều khiển tên lửa bằng tay bám theo tín hiệu mục tiêu hiện rõ trên màn hiện sóng đã là một việc khó, huống hồ là lái tên lửa vào dải nhiễu của B-52. Chỉ cần vê tay quay điều khiển giật cục hay lỡ trớn thì tên lửa đã bay trệch mục tiêu tới hàng cây số hay phát nổ ngay trên không. Khi chiếc B-52 tiến vào, Thuận đã nhấn nút phóng liền 2 đạn rồi cùng các trắc thủ tập trung vào màn hiện sóng và tay quay, vừa bám sát mục tiêu vừa lái đạn. 24 giây sau khi các quả đạn được phóng đi, đèn báo hiệu ngòi nổ cận đích của quả đạn đầu tiên rồi quả thứ hai nháy sáng trên bảng điều khiển báo hiệu đạn nổ tốt. Trắc thủ phương vị Nguyễn Văn Độ và trắc thủ góc tà Lê Xuân Linh lần lượt báo cáo tín hiệu dải nhiễu của mục tiêu biến mất trên màn hiện sóng phương vị và nhanh chóng tụt độ cao trên màn hiện sóng góc tà. Chiếc B-52 có mật danh liên lạc Charcoal 1 của Bob Certain bị bắn hạ khi đã tới sát mục tiêu rải bom, 3 trong số 6 phi công tử trận. Đó là chiếc B-52 đầu tiên bị hạ trong chiến dịch.
Tại Vinh, Nghệ An, Tư lệnh Sư đoàn phòng không 365 Nguyễn Văn Giáo phụ trách không phận Khu 4 đã chỉ huy các trung đoàn tên lửa 263, 267 và 275 đón đánh B-52 trên đường bay ra sau khi ném bom Hà Nội. Lúc 20 giờ 16 phút tối 18-12-1972, các trắc thủ của các tiểu đoàn tên lửa 52 và 53 của Trung đoàn 267 (Đoàn Điện Biên) đóng tại trận địa Đất Thịt báo cáo phát hiện dải nhiễu B-52 trôi đề từ hướng Tây Bắc xuống. Bộ đội Radar xác nhận đó là tốp B-52 số hiệu 675 đang trên đường bay ra. Tiểu đoàn 52 và Tiểu đoàn 53 được lệnh phóng 4 đạn vào tâm dải nhiễu mục tiêu. Chiến B-52 bay đầu tốp trúng đạn, bị thương nặng và phải hạ cánh xuống sân bay Đà Nẵng. Sau đó, nó bị tháo dỡ, chất lên tàu biển đưa về Mỹ vì sân bay Đà Nẵng không đủ nđiều kiện vật chất và kỹ thuật để sửa chữa lớn máy bay B-52.

### Ngày 21/12/1972

Địa điểm và thời gian bắn rơi tại chỗ 16 chiếc B52.

Đêm 20 rạng ngày 21 tháng 12 chứng kiến nỗ lực phòng thủ mãnh liệt nhất của Việt Nam Dân chủ Cộng hòa chống lại các máy bay B-52, đó là ngày B-52 phải chịu tổn thất cao nhất trong toàn chiến dịch. Đôi khi Quân đội Nhân dân Việt Nam không tấn công biên đội đầu tiên trên vùng trời mục tiêu mà dùng nó để xác định đường bay và các điểm lượn vòng, tiếp đó các biên đội sau phải chịu hỏa lực mạnh ở gần các điểm thả bom, nơi mà họ phải bay ổn định, và trên đường rút khỏi mục tiêu. Trong đêm đó, lực lượng phòng không Việt Nam đã phóng 36 tên lửa SAM trong suốt 3 đợt tấn công. Các loạt phóng tên lửa được tổ chức và điều khiển rất khôn ngoan, đạt xác suất trúng đích rất cao: bắn rơi tại chỗ 6 chiếc B-52 và bắn trúng 1 chiếc B-52 khác (không rơi tại chỗ).
Trong một tình huống có tới cả ba tiểu đoàn tên lửa cùng phóng đạn vào một chiếc B-52 vừa mở khoang bom khiến nó nổ tung. Chớp lửa từ vụ nổ của 30 tấn bom mạnh đến nỗi một máy bay trinh sát của Mĩ hoạt động trên Vịnh Bắc bộ cách đó tới 80 dặm vẫn còn nhìn thấy. Chỉ 2 trong số 6 thành viên kíp lái trên chiếc máy bay này sống sót. Tại hầm Sở chỉ huy Sư đoàn 361 nữ phát thanh viên liên tục thông báo tình hình chiến sự cho biết hết chiếc này tới chiếc khác B-52 bị bắn rơi. Tư lệnh Quân chủng phòng không Lê Văn Tri điện xuống Sư đoàn 361 thông báo: "Đội hình tấn công của đối phương đã rối loạn. Chúng đang réo gọi nhau một cách hoảng loạn và kêu gào lực lượng tìm cứu phi công...".
Vào nửa đêm hôm đó, Bộ tư lệnh Không quân chiến lược Hoa Kỳ đã hủy lệnh cho B-52 ném bom đợt 2 xuống các mục tiêu ở Hà Nội mà chuyển sang mục tiêu khác ở tít trên phía bắc. Các kíp tên lửa phòng không Việt Nam đã làm được cái điều mà người Nhật, Đức, Bắc Triều Tiên, Trung Quốc chịu không làm được trong các cuộc chiến trước, đó là lần đầu tiên và duy nhất trong lịch sử các chiến dịch tập kích đường không của Mĩ, đội hình máy bay ném bom đang trên đường tới tấn công mục tiêu đã phải thúc thủ quay về vì vấp phải hệ thống phòng không của đối phương. Dù đã cho hủy lệnh tấn công đợt hai nhưng SAC vẫn cố tung đợt tấn công thứ 3 tới đánh phá Hà Nội vào 4 giờ sáng ngày hôm sau, lúc mà lực lượng tên lửa phòng không Việt Nam đã được tiếp đạn đầy đủ, thêm 3 chiếc B-52 bị hạ. Tổng cộng trong đêm đó, 4 máy bay B-52G và 2 máy bay B-52B bị bắn rơi, một máy bay B-52D bị bắn hỏng.

### Ngày 25/12/1972

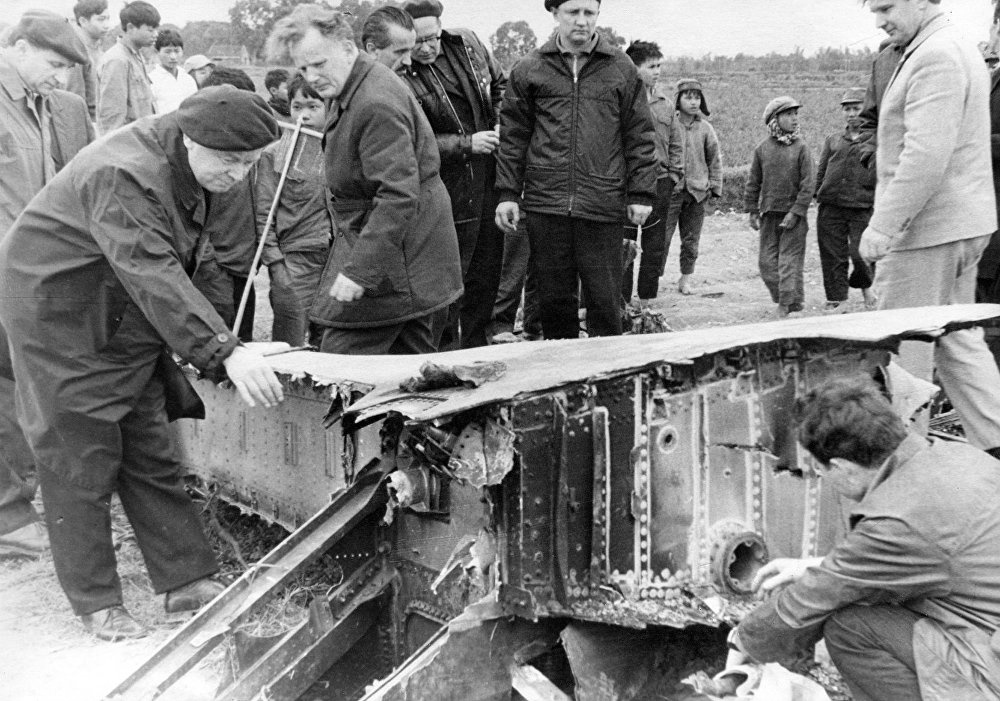
Các chuyên gia Liên Xô và các sĩ quan phòng không Việt Nam xem xét xác một chiếc B-52 bị bắn rơi ngày 23/12/1972 tại Hà Nội

Trong ngày này, Mỹ ngừng ném bom để nghỉ lễ Giáng sinh. Sáng 25/12/1972, Tổng thống Mỹ Richard Nixon tổ chức họp báo ở Nhà Trắng, tuyên bố rằng việc ném bom diễn ra chính xác và nhân đạo, chỉ nhằm vào các mục tiêu quân sự. Nhưng trên kênh truyền hình CNN của Mỹ lại để xuất hiện trên phông nền phía sau Nixon cảnh tượng các khu dân cư ở Hà Nội và Hải Phòng bị tàn phá. Tối 25-12-1972, sau khi xem lại kênh CNN, Richard Nixon đã quát mắng John Ehrlichman, trợ lý các vấn đề đối nội kiêm thư ký báo chí Nhà Trắng. Nixon lập tức ra lệnh phong tỏa thông tin về chiến dịch, đặc biệt là các thông tin về thiệt hại của B-52. Những người phát ngôn của Nhà Trắng và Lầu Năm Góc chỉ được phép thông tin về số lượng các phi vụ và các mục tiêu đánh phá không sớm hơn 24 giờ sau khi các phi vụ đã hoàn tất.
Một số phi công B-52 đã chống lại lệnh bay nếu bộ chỉ huy Mỹ không thay đổi chiến thuật mà họ cho là rất ngu ngốc. Đại úy Michael Heig ở căn cứ Anderson đã trả lại bản kế hoạch ngay tại cuộc giao ban và từ chối thực thi nhiệm vụ. Một số phi công đã đòi gặp các thượng nghị sĩ và hạ nghị sĩ để khiếu nại. Những người này lập tức bị bắt và đưa về Mỹ, vài người bị đưa ra xét xử tại tòa án quân sự của Bộ Chỉ huy Không quân chiến lược Mỹ (SAC).
Phía Việt Nam cũng tận dụng ngày này để tái bố trí lực lượng, sửa chữa khí tài và bổ sung đạn dược. Lực lượng tên lửa bảo vệ Hà Nội đã tăng lên 13 tiểu đoàn so với 9 tiểu đoàn trong giai đoạn đầu. Hướng Đông Bắc Hà Nội đã có thêm các tiểu đoàn hỏa lực tên lửa 71 và 72 của Đoàn Nam Triệu lên tăng cường. Hướng Đông Nam Hà Nội đã có hai tiểu đoàn 87 và 88 (Đoàn Hùng Vương) vừa sửa chữa xong khí tài, có nhiệm vụ đánh B-52 sau khi chúng ném bom và thoát ly ra hướng Đông và Đông Nam. Pháo cao xạ bảo vệ Hà Nội được tăng cường lên tới 7 trung đoàn, gồm 42 đại đội pháo các cỡ và 2 đại đội pháo 100mm của tự vệ Thủ đô. Gần 200 trung đội dân quân, tự vệ sử dụng các cỡ súng bộ binh cá nhân đến súng máy 14,5 mm bắn máy bay địch bay thấp đã được triển khai, 49 vọng quan sát phòng không đã được bố trí quanh Hà Nội.
Bộ Tư lệnh Quân chủng đề nghị trong trường hợp Mỹ đánh lâu dài hơn, Bộ Tổng tham mưu cho phép rút 2 tiếu đoàn hỏa lực 62 và 64 của Trung đoàn 236 (Đoàn Sông Đà) ở Vĩnh Linh (Quảng Trị) ra tăng cường cho Hà Nội. Cục Kỹ thuật quân chủng tập trung khôi phục các khí tài bị hỏng, bảo dưỡng các khí tài hiện có, điều hàng trăm đạn tên lửa dự trữ từ Thanh Hóa và Quân khu 4 ra tăng cường cho Hà Nội. Đến chiều tối 26/12/1972, các tiểu đoàn tên lửa bảo vệ Hà Nội đã có 125 quả đạn SA-2 sẵn sàng chiến đấu.

### Ngày 26/12/1972
Từ 22 giờ 15 phút đến 23 giờ 42 phút, Mỹ huy động 120 lần chiếc B-52 và 113 lần chiếc máy bay cường kích dồn dập tấn công liên tục, ném bom, phóng tên lửa với mật độ dày đặc chưa từng có vào Hà Nội, Hải Phòng và Thái Nguyên cùng một lúc, không chia thành các đợt như những hôm trước. Đây là cuộc tấn công dữ dội nhất của Mỹ trong chiến dịch.
Không quân Mỹ đánh phá hủy diệt vào các khu dân cư Khâm Thiên, An Dương, Khu tập thể Nhà máy dệt 8-3, Khu tập thể Mai Hương... các sân bay Bạch Mai, Gia Lâm, các ga và điểm tập kết hàng tại Ngã Tư Vọng, Yên Viên, Gia Lâm, Văn Điển, Giáp Bát, Cổ Loa, Đông Anh, Bắc Hồng. Lúc 22 giờ 47 phút, khu phố Khâm Thiên bị trúng 3 vệt bom B-52 kéo dài từ Ô Chợ Dừa đến sát Công viên Thống Nhất, các loạt bom trùm lên cả hai bên dãy phố dài tới 1,2 km. 278 người chết, trong đó có 91 phụ nữ, 40 cụ già, 55 trẻ em, làm cho 178 cháu nhỏ bị mồ côi, trong đó có 66 cháu bị mồ côi cả cha lẫn mẹ, hơn 290 người bị thương. Hơn 2.000 căn nhà bị sập, trong đó có 534 ngôi nhà bị phá hủy hoàn toàn.

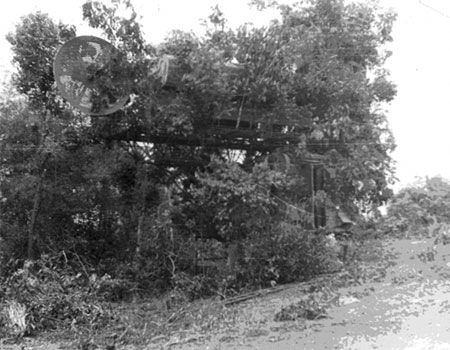
Các đài Radar điều khiển - dẫn bắn SNR-75 của hệ thống SAM-2 được ngụy trang kỹ để tránh bị không quân Mỹ oanh tạc

Lúc 22 giờ 25 phút đến 22 giờ 28 phút, bốn tiểu đoàn tên lửa (57, 79, 86, 87) đánh 7 trận, bắn 13 đạn vào các tốp 600 và 602, chỉ được công nhận đánh trúng 1 B-52 nhưng không rơi tại chỗ. Hồi 22 giờ 29 phút, 1 tốp B-52 số hiệu 602 đang rải bom xuống ga Giáp Bát đã bị Tiểu đoàn tên lửa 78 (Đoàn Cờ Đỏ) ở trận địa Thanh Mai đánh trúng; rơi tại Định Công (Thanh Trì, Hà Nội). Đến 22 giờ 30 phút, Tiểu đoàn 76 (Đoàn Cờ Đỏ) đóng ở Dương Tế tiếp tục đánh trúng tốp 602. Chiếc B-52 thứ hai của tốp này rơi tại Tương Mai (Hai Bà Trưng, Hà Nội). Hồi 22 giờ 33 phút, Tiểu đoàn 93 (Đoàn Thành Loa) tại Phú Thụy đánh trúng chiếc B-52 thuộc tốp 603 trên không phận sân bay Nội Bài. Máy bay rơi tại Đèo Khế (Sơn Dương, Tuyên Quang). Lúc 22 giờ 42 phút, Tiểu đoàn 79 (Đoàn Cờ Đỏ) tại Yên Nghĩa đánh trúng một chiếc B-52 thuộc tốp 406, máy bay rơi tại Pa Háng (Sơn La). Trận đánh lớn kết thúc hồi 22 giờ 52 phút khi Tiểu đoàn 59 phóng quả đạn cuối cùng vào tốp B-52 mang số hiệu 401.
Tại Hải Phòng, lúc 22 giờ 24 phút, các Đại đội 172 và 174 cao xạ 100 mm thuộc Trung đoàn 252 đánh rơi một B-52 thuộc tốp 402 tại toạ độ 760 trên Vịnh Bắc Bộ. Đến 22 giờ 36 phút, Tiểu đoàn tên lửa 81 (Đoàn Hạ Long) tại An Hồng đánh trúng một B-52 thuộc tốp 404, rơi tại toạ độ 770 (Vịnh Bắc Bộ). Hồi 22 giờ 48 phút, Đoàn 256 cao xạ 100 mm của Quân khu Việt Bắc tại Thái Nguyên cũng đánh trúng B-52 trong tốp 415 nhưng không rơi tại chỗ.
Đây là trận đánh then chốt có tính quyết định và cũng là trận mà số liệu thống kê máy bay rơi của hai bên mâu thuẫn nhiều nhất. Các tiểu đoàn tên lửa phòng không bảo vệ Hà Nội và Hải Phòng đã đánh 27 trận, tiêu thụ 49 tên lửa, được ghi nhận đã bắn rơi 8 chiếc B-52, trong đó có 4 chiếc rơi tại chỗ. Phía Hoa Kỳ chỉ thừa nhận có 1 chiếc rơi tại chỗ (B-52D số đuôi 56-0674, mật danh "Ebony 02", xuất phát từ U-Tapao) và 1 chiếc rơi tại Thái Lan (B-52D số đuôi 55-0584, mật danh "Ash 01", xuất phát từ U-Tapao). Ngoài ra, theo thống kê của bộ phận bảo trì hãng Boeing còn có ba chiếc B-52D bị bắn hỏng (chiếc 55-0062, mật danh "Cream 01" và chiếc 55-0090, mật danh "Cream 02" đều xuất phát từ Andersen và chiếc 56-0629, mật danh "Black 03" xuất phát từ U-Tapao).
Một điều thú vị và cũng rất quan trọng là trong buồng lái (cockpit) của chiếc máy bay B-52 rơi xuống Tương Mai, Bộ Tư lệnh Thủ đô đã thu được một chiếc cặp trong đó có chứa các tài liệu kế hoạch bay, lịch bay, đội hình bay, mục tiêu đánh phá của B-52 và bản đồ các mục tiêu, lộ trình bay kèm theo. Các tài liệu được gửi khẩn cấp lên Bộ Tổng tham mưu và được giao cho Cục Tình báo tổ chức nghiên cứu, phân tích ngay. Bộ Tổng tham mưu đã giữ bí mật tuyệt đối về chiếc cặp chứa nhiều tài liệu quan trọng thu được trên chiếc máy bay bị bắn rơi. Mãi đến gần đây, các tài liệu đó mới được tiết lộ.

### Ngày 27/12/1972

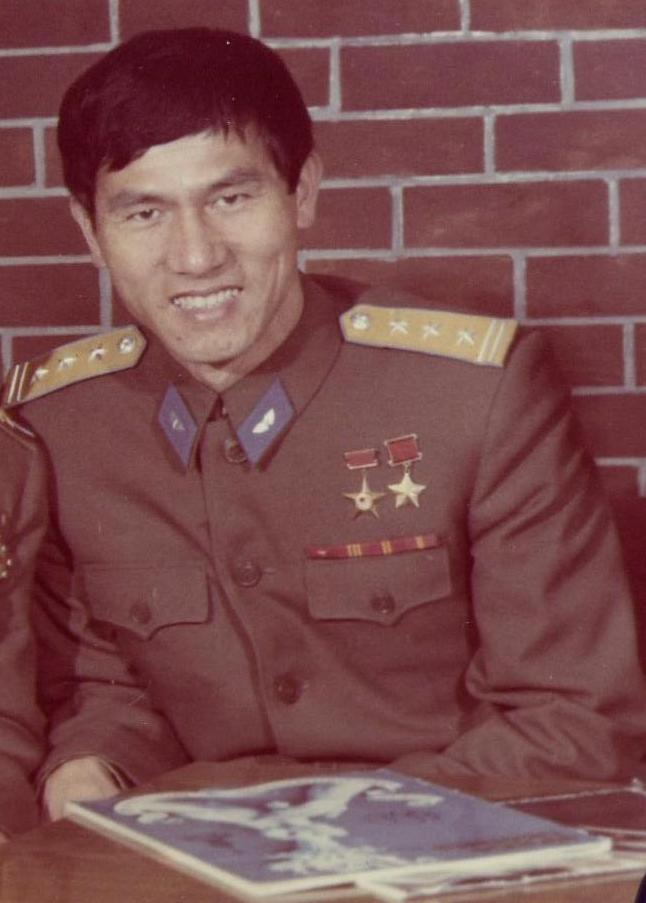
Phi công Phạm Tuân được ghi nhận đã bắn rơi 1 máy bay B-52 trong đêm 27/12/1972

Đến ngày 27/12, tình trạng thiếu đạn trên bệ phóng đã được khắc phục. Lực lượng tên lửa phòng không đánh B-52 được bổ sung một khối lượng đạn khá lớn từ Thanh Hóa và Quân khu IV chuyển ra. Số lượng tên lửa dự trữ của các trung đoàn tên lửa phòng không quanh Hà Nội và Hải Phòng đã lên đến hàng trăm quả, các tiểu đoàn tên lửa đã được cung cấp tới 3 cơ số đạn. Tại mỗi tiểu đoàn kỹ thuật cũng đã có dự trữ hơn 60 quả tên lửa chưa lắp ráp.
Sau trận đánh lớn đêm 26/12, những đêm tiếp theo, số phi vụ hoạt động của B-52 sụt hẳn, mỗi đêm Mỹ chỉ cho khoảng 60 chiếc B-52 cất cánh. Đêm 27 tháng 12, Không lực Hoa Kỳ huy động 60 chiếc B-52, đồng thời tiếp tục sử dụng 26 chiếc A-7 và 29 chiếc F-4 đánh phá ban ngày để dọn đường cho B-52 tập kích ban đêm. Phán đoán sự "xuống sức" của Mỹ, Bộ Tư lệnh Quân chủng Phòng không-Không quân hạ quyết tâm đánh một trận tiêu diệt lớn. Các đơn vị tên lửa được lệnh bắn không hạn chế, không cần tiết kiệm để có thể đánh rơi nhiều B-52 hết mức có thể, gây thêm sức ép để buộc Mỹ phải chấm dứt chiến dịch.
Hồi 23 giờ 00 phút, Tiểu đoàn tên lửa 94 (Đoàn Thành Loa) ở Tam Sơn bắn rơi một B-52 tại Quế Võ (Bắc Ninh). Lúc 23 giờ 03 phút, Tiểu đoàn tên lửa 72 (Đoàn Nam Triệu) từ trận địa Đại Chu bắn rơi tại chỗ một B-52 trên đường Hoàng Hoa Thám và hồ Hữu Tiệp (Ba Đình, Hà Nội); cách Hội trường Ba Đình khoảng 800 m. Đến 23 giờ 04 phút, Tiểu đoàn 77 (Đoàn Cờ Đỏ) từ trận địa Chèm đánh trúng một B-52 nhưng không rơi tại chỗ. Tiểu đoàn 59 (Đoàn Cờ Đỏ) ở trận địa Xuân Đồng cũng bắn trúng một B-52 nhưng không rơi tại chỗ. Phía Hoa Kỳ thừa nhận chiếc B-52 số đuôi 56-0605, mật danh "Cobalt 02" cất cánh từ Andersen bị bắn rơi tại chỗ lúc 23 giờ 03 phút; chiếc B-52 số đuôi 56-0599, mật danh "Ash 02" bị trúng SA-2 lúc 23 giờ và rơi tại Lào. Ngoài ra hãng Boeing còn ghi nhận thêm một chiếc B-52 bị hư hại do MiG bắn (số hiệu 56-0083).
Cũng trong đêm 27 tháng 12, không quân chiến thuật Hoa Kỳ xác nhận chiếc trực thăng HH-53 mật danh "Jolly Green" bị súng phòng không tầm thấp bắn hạ khi đang làm nhiệm vụ tìm cứu phi công ở Hòa Bình.

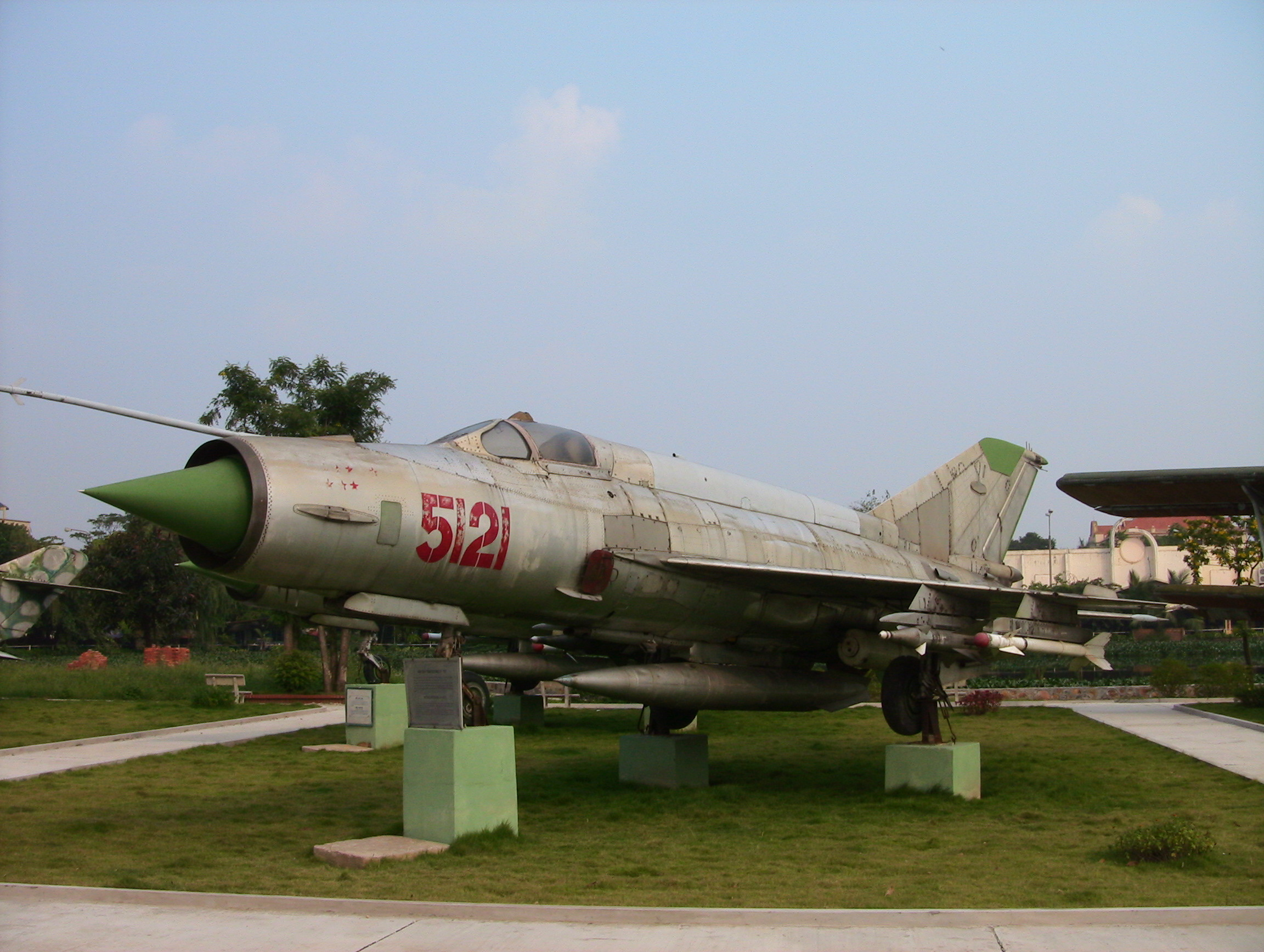
Chiếc máy bay MIG21MF mang số hiệu 5121 mà Phạm Tuân đã điều khiển và bắn rơi một máy bay B52 vào ngày 27/12/1972

Cũng trong đêm ngày 27 tháng 12, lần đầu pháo đài bay B-52 bị hạ bởi một máy bay tiêm kích MiG-21, do Phạm Tuân điều khiển. B-52 tuy chỉ có khả năng không chiến yếu, nhưng nó luôn có đội hình gồm hàng chục chiếc tiêm kích F-4 bay theo để bảo vệ, nên việc công kích là rất khó. Phạm Tuân kể lại: Do B-52 trang bị nhiều mồi nhiệt làm nhiễu đầu dò tên lửa nên ông đã cố gắng áp sát B-52 ở cự ly 2–3 km rồi mới phóng tên lửa (dù tầm bắn của tên lửa là 8 km), ở cự ly này tên lửa chỉ mất 2-3 giây để tới mục tiêu nên chiếc B-52 sẽ không kịp thả mồi nhiễu. Rút kinh nghiệm từ vụ của Vũ Đình Rạng (chỉ phóng 1 quả tên lửa thì không đủ để hạ tại chỗ B-52) nên ông đã phóng liền cả hai tên lửa vào mục tiêu, không giữ lại tên lửa dự phòng. Sau khi bắn, Phạm Tuân giảm tốc, kéo máy bay lên cao và lật ngửa để thoát ly thì nhìn thấy chiếc B-52 nổ, sau đó máy bay lao vượt qua phía trên điểm nổ. Tuy nhiên do động tác cơ động thoát ly cấp tốc này nên máy ảnh phía mũi chiếc MiG-21 đã không thể chụp lại khoảnh khắc đó làm tư liệu.
Phạm Tuân kể tiếp: "Khi lên trời rồi, phi công phải nhanh chóng đi vào điều kiện thuận lợi, vậy chúng ta phải phán đoán F-4 thường chặn chúng ta ở đâu, tầm cao nào để chúng ta tránh. Nếu F-4 bay ở độ cao 3 km thì chúng ta phải bay cao hơn, tốc độ hơn. Tất cả những kinh nghiệm đó để xây dựng thành phương án bay để tránh F-4. Lên thấy F-4 nhiều lắm, bên phải có, bên trái có. Bên dưới chỉ huy là vượt qua mà đi. Vậy vượt qua bằng cách nào? Ở đây là bản lĩnh của phi công, phải phán đoán được tình huống như thế nào. Trận đánh B-52 của tôi rất nhanh, tiếp cận B-52 chưa đầy một phút. Khi tiếp cận đằng sau B-52 với tốc độ rất cao, 1.500 km/h so với tốc độ của B52 là 900 km/h nên đã vượt qua tất cả. Vượt qua phải bao gồm tất cả nỗ lực, từ tổ chức chỉ huy, sân bay cất cánh, dẫn đường, để có được điều kiện tốt nhất. Hiệp đồng với binh chủng tên lửa phải chặt, khi tên lửa bắn lên F-4 phải dạt ra tránh, chúng tôi tranh thủ để vượt qua. Rồi lựa chọn hướng vào tiếp cận B-52 như thế nào. Tất cả tạo nên điều kiện thuận lợi nhất đánh B-52. Tôi bắn B-52 xong rồi mà F-4 vẫn ở đằng sau nhưng không làm gì được."
Một số nguồn tài liệu Hoa Kỳ cho rằng tên lửa của ông đã bắn trượt, chiếc B-52 đã trúng tên lửa SA-2 rồi nổ trên không trung, khiến Phạm Tuân nghĩ rằng tên lửa của ông đã phá hủy mục tiêu. Nhưng nếu phân tích, điều này là rất khó xảy ra. Thời gian từ khi phóng tên lửa tới khi thoát ly của Phạm Tuân chỉ kéo dài 4-5 giây. Trong số các phi công Mỹ bị bắt, trung úy Paul Louis Granger, phi công phụ lái B-52 khai máy bay của anh ta bị MiG bắn trước, sau đó lại bị tên lửa SA-2 bồi thêm. Tuy nhiên đó là trường hợp của chiếc B-52D số hiệu 56-0622, mật danh "Orange 03" bị bắn rơi tại Yên Viên lúc 20 giờ 32 phút (tức 13 giờ 32 phút giờ GMT) ngày 20 tháng 12 năm 1972.

### Ngày 28/12/1972
Trong ngày 28/12, phi công Hoàng Tam Hùng với chiếc MiG-21 đã bắn hạ 1 chiếc RA-5C, khi quay về thì quần nhau với 12 chiếc F-4 của địch. Hoàng Tam Hùng dùng quả tên lửa thứ hai hạ thêm 1 chiếc F-4J rồi máy bay của anh bị trúng một quả tên lửa AIM-78 của máy bay Mỹ tấn công từ phía sau. Hoàng Tam Hùng hy sinh cùng máy bay khi 24 tuổi.
Đêm 28 tháng 12, Không quân Mỹ sử dụng 36 chiếc B-52 vào ném bom Đông Anh, Đa Phúc, Yên Viên, Gia Lâm; 24 chiếc B-52 ném bom Đồng Mỏ (Lạng Sơn). Phi công Vũ Xuân Thiều được ghi nhận đã hạ được B-52 trên bầu trời Sơn La, nhưng máy bay bị rơi cùng với máy bay địch và Vũ Xuân Thiều tử trận.

### Ngày 29/12/1972
Trong ngày 29-12-1972, không quân Mỹ tiếp tục sử dụng 50 máy bay chiến thuật đánh vào các trận địa phòng không và các đầu mối giao thông quanh Hà Nội. Tuy nhiên, đêm 29/12/1972, Không quân Mỹ không vào đánh Hà Nội mà sử dụng 24 chiếc B-52 đánh thành phố Thái Nguyên, 9 chiếc B-52 đánh sân bay Hòa Lạc, 21 chiếc B-52 đánh cụm kho – ga Đồng Mỏ (Lạng Sơn). Do B-52 không bay vào Hà Nội nên ở ngoài tầm bắn của phần lớn các hệ thống SA-2 xung quanh Hà Nội, chỉ có 3 tiểu đoàn SA-2 đóng ở ngoại ô phía bắc Hà Nội là có thể tham chiến (đánh tốp B-52 bay vào sân bay Hòa Lạc và thành phố Thái Nguyên).
Lúc 23 giờ 24 phút đêm 29/12/1972, Tiểu đoàn hỏa lực 79 đóng tại trận địa Yên Nghĩa báo cáo đã bắn cháy 1 chiếc B-52 nhưng không rơi tại chỗ.
Đến sáng 30-12-1972, bằng những nỗ lực khôi phục giao thông đường sắt, hệ thống tên lửa S-125 Pechora (Mỹ gọi là SAM-3) đầu tiên đã về đến Hà Nội. Tiểu đoàn hỏa lực 169 lập tức triển khai trận địa và bố trí trực chiến, đã lắp ráp được 4 quả đạn để chuẩn bị chiến đấu vào đêm hôm đó. Trong những ngày tiếp theo, sẽ có tổng cộng 2 trung đoàn tên lửa S-125 Pechora (mỗi trung đoàn gồm 6 tiểu đoàn hỏa lực và 1 tiểu đoàn kỹ thuật) cùng hơn 200 tên lửa được triển khai chiến đấu.
So với SAM-2 thì SAM-3 có tầm bắn ngắn hơn (28 km so với 34 km) nhưng vẫn đủ để với tới B-52, trong khi lại gọn nhẹ và tốc độ bắn nhanh hơn (có 2 tên lửa/1 bệ phóng thay vì 1 tên lửa như SA-2), radar của SAM-3 dùng tần số quét khác với SAM-2 nên sẽ tạo yếu tố bất ngờ (Mỹ chưa đề ra các biện pháp gây nhiễu tần số này). Nếu tham chiến thì SAM-3 có thể đạt xác suất trúng mục tiêu cao hơn SAM-2. Nhưng hôm đó, Tổng thống Mỹ Nixon ra lệnh chấm dứt ném bom phía Bắc vĩ tuyến 20. Các đơn vị SAM-3 đã không có cơ hội đối đầu với B-52 của Không quân chiến lược Mỹ.

## Kết quả

### Số lượng máy bay Mỹ bị bắn hạ

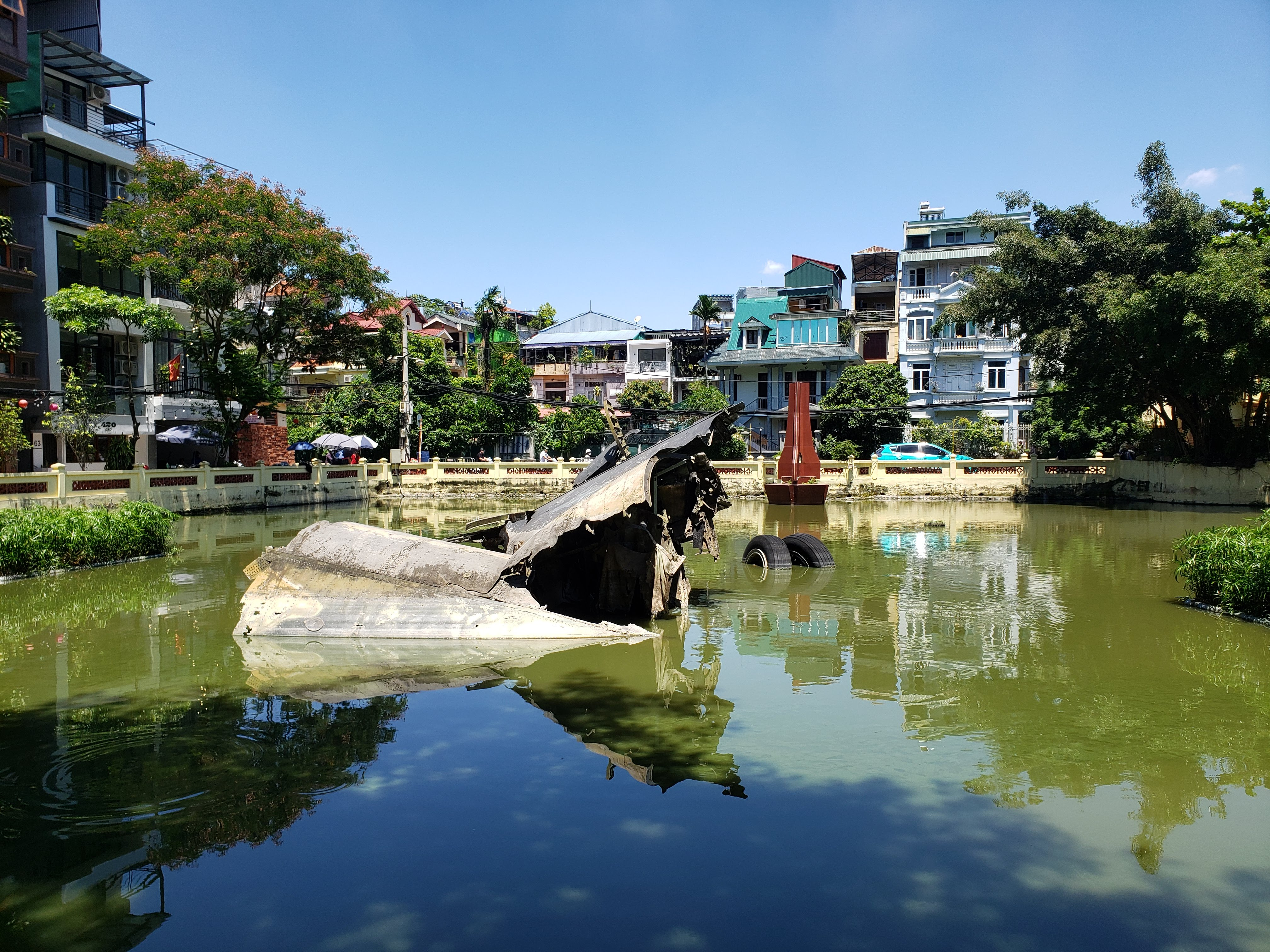
Một mảnh xác máy bay B-52 bị bắn rơi tại hồ Hữu Tiệp, Hà Nội, trong Chiến dịch Linebacker II

Thiệt hại của Không quân Mỹ theo phía Mỹ công bố là 11 chiếc B-52 đã bị bắn rơi trên lãnh thổ Bắc Việt Nam, 5 chiếc khác rơi tại Lào hoặc Thái Lan. 26 phi công B-52 được cứu thoát, 33 người khác bị chết hoặc mất tích, 33 bị bắt làm tù binh chiến tranh. Đồng thời không quân chiến thuật Mỹ mất 12 máy bay (2 F-111, 3 F-4, 2 A-7, 2 A-6, 1 EB-66, 1 trực thăng cứu hộ HH-53 và 1 máy bay RA-5C), 10 phi công chiến thuật bị chết, 8 bị bắt, và 11 được cứu thoát. Trong số 28 máy bay cả B-52 và chiến thuật bị bắn rơi, 17 trường hợp do trúng tên lửa SA-2, 3 trường hợp do bị máy bay MiG tấn công vào ban ngày, 3 do pháo phòng không, và 3 trường hợp không rõ nguyên nhân.
Tuy nhiên, số liệu của không quân Mỹ bị nghi ngờ do cách tính thiệt hại của họ có phần mập mờ. Nếu một chiếc máy bay bị hư hỏng nặng, nhưng vẫn quay về được sân bay, thì Mỹ sẽ không tính chiếc máy bay đó bị tiêu diệt, ngay cả khi nó bị hỏng nặng tới mức không thể bay trở lại. Trong chiến dịch, Không quân Mỹ nói với báo chí rằng 17 chiếc B-52 đã bị mất. Sau đó, Không quân Mỹ lại báo cáo với Quốc hội rằng chỉ có 13 chiếc B-52 bị mất. Chín chiếc B-52 trở về sân bay U-Tapao bị hư hỏng quá nặng để có thể bay trở lại. Số lượng B-52 hư hại quay về được sân bay đảo Guam thì vẫn chưa được biết. Như vậy, số B-52 bị mất (rơi tại chỗ hoặc hỏng nặng không thể bay trở lại) có lẽ là từ 22 đến 27 chiếc
Theo số liệu của Việt Nam Dân chủ Cộng hòa, tổng cộng trong 12 ngày đêm có 81 máy bay các loại bị bắn rơi, trong đó có 34 chiếc B-52 (có 16 chiếc rơi tại chỗ), 5 chiếc F-111 (có 2 chiếc rơi tại chỗ), ngoài ra còn có 21 chiếc F-4 Phantom, 4 chiếc A-6, 12 chiếc A-7, 1 chiếc F-105D, 2 chiếc RA-5C, 1 chiếc trực thăng HH-53, 1 chiếc máy bay trinh sát không người lái 147SC. Trong số 34 B-52 bị bắn rơi, 23 chiếc là do lực lượng phòng không bảo vệ Hà Nội bắn rơi, 11 chiếc khác do lực lượng phòng không các tỉnh/thành phố khác bắn rơi.
Lực lượng Không quân Việt Nam đã xuất kích 31 phi vụ, trong đó có 27 phi vụ MiG-21 và bốn phi vụ MiG-17, tiến hành tám trận không chiến, tuyên bố bắn rơi 2 chiếc B-52, bốn chiếc F-4 Phantom và một RA-5C. Tổn thất của Việt Nam là ba chiếc MiG-21 bị bắn rơi.
Ngoài số máy bay bị rơi tại chỗ, có 4 chiếc B-52 khác bị trúng đạn hư hại nặng nhưng vẫn bay về được sân bay và 5 chiếc khác bị hỏng mức trung bình. Trong số B-52 bị bắn hỏng nặng, một số chiếc có thể bị hỏng nặng đến mức không bay được nữa, nhưng Mỹ lại không tính là "bị bắn rơi", vì vậy số B-52 bị diệt trong thực tế có lẽ phải cao hơn con số 16 chiếc mà Mỹ công nhận (khi giám sát việc tiêu hủy B-52 theo hiệp ước cắt giảm vũ khí hạt nhân chiến lược giai đoạn 2 (SALT-II), các chuyên gia Liên Xô phát hiện nhiều máy bay B-52 tại sa mạc Nevada thực chất là các B-52 đã bị bắn hỏng nặng tại Việt Nam, chúng không còn bay được nữa và được tập kết về đây để tiêu hủy).
Một số thống kê khác của Việt Nam:
- Trong 34 B-52 bị bắn rơi, 29 chiếc là do tên lửa phòng không, 3 chiếc là do pháo cao xạ 100mm, 2 chiếc là do tiêm kích MiG-21.
- Tên lửa phòng không bắn rơi 36 máy bay các loại, không quân tiêm kích bắn rơi 12 máy bay, còn lại là pháo hoặc súng máy cao xạ bắn rơi.
- Đơn vị phát hiện B-52 đầu tiên: Đại đội radar 16 trung đoàn 291 - 19h10 ngày 18 tháng 12.
- Đơn vị đầu tiên đánh B-52: Tiểu đoàn 78 trung đoàn 257 - 19h44 ngày 18 tháng 12.
- Đơn vị bắn rơi B-52 đầu tiên: Tiểu đoàn 59 trung đoàn 261 - 20h13 ngày 18 tháng 12.
- Trung đoàn 261 bắn rơi nhiều B-52 nhất: 12 chiếc.
- Trung đoàn 257 bắn rơi tại chỗ nhiều B-52 nhất: 8 chiếc.
- Tiểu đoàn 57 (trung đoàn 261) bắn rơi nhiều B-52 nhất: 4 chiếc.
- Tiểu đoàn bắn rơi tại chỗ nhiều B-52 nhất: Tiểu đoàn 77 (trung đoàn 257) và Tiểu đoàn 93 (trung đoàn 261): mỗi tiểu đoàn bắn rơi 3 chiếc B-52.
- Tiểu đoàn 79 (trung đoàn 257) bắn rơi chiếc B-52 cuối cùng: 23h16 ngày 29 tháng 12
- Tiểu đoàn 72 (trung đoàn 285) bắn quả tên lửa cuối cùng trong chiến dịch: 23h29 ngày 29 tháng 12

### Về dự trữ đạn dược của Việt Nam
Theo ước tính của Hoa Kỳ, Việt Nam đã phóng khoảng 1.000 - 1.200 tên lửa sau 12 ngày đêm. Nghĩa là theo Mỹ ước tính thì lượng đạn tên lửa của Quân đội Nhân dân Việt Nam đã sắp cạn kiệt, vì vậy có những ý kiến cho rằng nếu Hoa Kỳ kiên trì đánh phá thêm vài ngày thì có thể đã giành được chiến thắng. Tuy nhiên theo thống kê của Quân đội Nhân dân Việt Nam, thực ra trong toàn chiến dịch họ chỉ phóng 334 đạn tên lửa SA-2 (bao gồm 241 tên lửa phóng ở xung quanh Hà Nội), bằng 60% dự trữ tên lửa tốt của Hà Nội, Hải Phòng. Việc Hoa Kỳ ước tính sai số tên lửa đã phóng (cao gấp 3 lần so với thực tế) là do chiến thuật "bắn tên lửa giả" của Việt Nam (tên lửa vẫn nằm trên bệ phóng nhưng lại phát sóng điều khiển tên lửa ra ngoài để làm đội hình tiêm kích bảo vệ B-52 của Mỹ tưởng là tên lửa đang lao tới, phải tìm cách né tránh làm rối loạn đội hình). Mặt khác, trong 12 ngày đêm, quân đội Việt Nam cũng phục hồi được hơn 300 tên lửa cũ để tái sử dụng, như vậy thực ra kho tên lửa dự trữ của Việt Nam chỉ sụt đi khoảng 6% (khoảng 30 quả).
Tuy dự trữ tên lửa trong kho còn nhiều, nhưng SA-2 là tên lửa phòng không thế hệ đầu, muốn sử dụng thì phải lắp ráp lại và bơm nhiên liệu. Đến ngày 24/12, một số đơn vị bị thiếu đạn trên bệ phóng do cục kỹ thuật không lắp ráp kịp. Tận dụng ngày nghỉ Noel (25/12), Việt Nam đã lắp ráp được hàng trăm quả tên lửa, nên từ ngày 26/12, tình trạng thiếu đạn trên bệ phóng đã được khắc phục. Số lượng đạn tên lửa mà các trung đoàn tên lửa phòng không quanh Hà Nội và Hải Phòng đang có đã lên đến hàng trăm quả. Tại mỗi tiểu đoàn kỹ thuật đã có dự trữ hơn 60 quả đạn chưa lắp ráp. Đến đêm 29 tháng 12, các đơn vị tên lửa phòng không Hà Nội được lệnh bắn không hạn chế số lượng đạn tên lửa, không có chuyện bị thiếu tên lửa vào cuối chiến dịch.
Cùng với đạn tên lửa, Việt Nam đã sử dụng 2.036 viên đạn pháo 100mm, 15.669 viên đạn 57mm, 19.454 viên đạn 37mm, 1.147 viên đạn 14.5mm đã được bắn, chiếm 66% lượng dự trữ của Hà Nội và Hải Phòng.
Như vậy, nếu tiếp tục duy trì cường độ chiến đấu, Quân đội Nhân dân Việt Nam vẫn có đủ đạn dược để chiến đấu thêm 20 ngày nữa. Ngoài ra, trong trường hợp kho đạn tại Hà Nội-Hải Phòng cạn kiệt thì có thể huy động hàng trăm đạn tên lửa từ các kho ở Khu IV (Thanh Hóa, Nghệ An) để tiếp tục chiến đấu thêm khoảng 10 ngày. Chưa kể 2 trung đoàn tên lửa SA-3 mới có năng lực cao hơn SA-2 kèm thêm 200 tên lửa SA-3 được dự kiến sẽ đưa vào chiến đấu vào ngày 31 tháng 12 năm 1972. Như vậy, tổng cộng lượng tên lửa dự trữ của Việt Nam có thể kéo dài chiến đấu thêm tới 40 ngày. Trên thực tế, khi các cuộc không kích của Hoa Kỳ tiếp diễn tại Khu IV trong tháng 1 năm 1973, các đơn vị tên lửa SA-2 của Việt Nam đóng ở Thanh Hóa vẫn đủ sức tiếp tục chiến đấu, bắn rơi và bắn hỏng thêm 4 chiếc B-52.
Ngoài ra, còn phải tính tới trường hợp Liên Xô sẽ đồng ý viện trợ cấp tốc tên lửa cho Việt Nam bằng máy bay vận tải tầm xa. Ví dụ như máy bay Antonov An-12 có thể chở theo 8 quả tên lửa SAM-2 tháo rời, chỉ cần 1 phi đội 10 chiếc là có thể chở sang Việt Nam khoảng 80 quả tên lửa mỗi ngày, nhiều hơn số tên lửa được sử dụng (30-40 tên lửa/ngày). Trong trường hợp này thì Việt Nam sẽ có đủ tên lửa để kéo dài chiến đấu tới hàng năm, và nếu tốc độ B-52 bị bắn rơi được duy trì ở mức 3 chiếc/ngày thì không quân Mỹ sẽ mất hết sạch B-52 trong vòng 4 tháng, trước khi có thể làm cạn kho tên lửa của Việt Nam.

### Kết quả sau chiến dịch
Các tác giả Dana Drenkowsky và Lester Grau cho rằng, Bộ chỉ huy Không quân chiến lược Mỹ (SAC) "mắc những sai lầm nghiêm trọng, chịu những tổn thất nặng nề trong một chiến dịch được xem là thất bại":
Đòn phủ đầu với ba B-52 bị SAM bắn rơi tại chỗ, hai chiếc nữa bị bắn hỏng nặng ngay đêm đầu (số liệu của Mỹ) đã làm các nguyên soái Không quân Mỹ bị choáng váng. Tin này có vẻ đã bị giấu nhẹm, vì đến ngày 20-12 (6 chiếc B-52 bị bắn rụng, một chiếc khác bị hỏng nặng, vẫn theo số liệu của Lầu Năm Góc mà nhiều học giả Mỹ cho là không đáng tin) mới xuất hiện các ghi chép của Chánh văn phòng Nhà Trắng về sự "đau lòng nhức óc" của Tổng thống Richard Nixon trong một Nhà Trắng như tối sầm dưới sức đè những tổn thất quá lớn về B-52. Đâm lao phải theo lao, Nixon ra lệnh tiếp tục ném bom, nhưng ở quy mô nhỏ hơn và chuyển hướng không kích ra ngoài Hà Nội để tránh SAM-2. Đến đây đã có thể xem Linebacker II đã thất bại về chiến lược, tan ảo mộng chiến thắng, giúp làm nguội cái đầu nóng của ông chủ Nhà Trắng. Tác giả Drenkowsky viết: "Đêm 22 rạng ngày 23-12, trên đà thắng của bộ đội phòng không Hà Nội, không một cuộc không kích nào nhằm vào mục tiêu chính là Thủ đô của Việt Nam. Thay vào đó, 30 chiếc B-52 tiến công Cảng Hải Phòng, nơi được bảo vệ về phòng không kém hơn".
Không quân Mỹ sau ngày Noel tỏ ra biết thay đổi chiến thuật và kế hoạch không kích, thực ra là rút ngắn thời gian không kích và đánh phá các địa bàn ở xa Hà Nội, nhưng máy bay Mỹ vẫn tiếp tục bị bắn rụng như sung. Thậm chí, B-52 rơi không phải do một salvos (loạt đạn tên lửa) mà chỉ do một quả SAM-2 "đồ cổ" trên bầu trời Sơn La.
Sách báo thời chiến của Mỹ ghi nhận một sự suy sụp về tinh thần chưa từng có trong các đơn vị Không quân Mỹ. Một đỉnh điểm của nó là có tới 9 chuyến bay B-52 bị đình chỉ đêm 26 rạng ngày 27-12, do trục trặc "cơ khí". Đây là những "vết thương" từ các cuộc "dạo chơi" những đêm trước trên bầu trời Hà Nội, hay còn cả những cảm nhận "mở nắp buồng lái như mở cửa nhà mồ" của các tay lái "Pháo đài bay"?
Ngày 30 tháng 12 năm 1972, Tổng thống Nixon ra lệnh chấm dứt ném bom (với lý do duy nhất được phát ngôn viên của ông đưa ra là "có dấu hiệu rõ ràng rằng đàm phán nghiêm túc có thể được nối lại") và hội đàm lại để ký kết hiệp định. Có hai xu hướng bình luận về sự kiện này. Một xu hướng cho rằng đó là do áp lực của dư luận thế giới và nhân dân Mỹ, và thất bại trong việc buộc Hà Nội nhượng bộ. Xu hướng khác lại cho rằng đó là do chiến dịch đã đạt được mục tiêu là chính phủ Việt Nam Dân chủ Cộng hòa đã tỏ ý muốn quay lại đàm phán. Nhưng đại tướng Võ Nguyên Giáp thì khẳng định phía Mỹ bỏ họp trước và chính phía Mỹ đề nghị nhóm họp lại bằng một công điện gửi vào ngày 22/12 (1 ngày sau khi 7 chiếc B-52 bị bắn hạ chỉ trong 1 đêm)
Trong bản ghi âm được giải mật sau này về cuộc trao đổi giữa Tổng thống Mỹ Richard Nixon và ngoại trưởng Henry Kissinger, Nixon nói rõ việc ông đã quyết định sẽ bỏ mặc "đứa con" Việt Nam Cộng hòa để có thể thoát khỏi cuộc chiến ở Việt Nam.
Henry Kissinger: Tôi nghĩ Thiệu nói đúng đấy. Hiệp định đó (Hiệp định Paris) sẽ đẩy Việt Nam Cộng hòa vào thế nguy hiểm
Richard Nixon: Nó (Việt Nam Cộng hòa) phải tự chống đỡ thôi... Nếu nó chết thì cứ để cho nó chết. Nó lớn rồi, chúng ta không thể cứ cho nó bú mớm mãi được
Theo hồi ký Henry Kissinger, ngày 6/1/1973, Nixon đã chỉ thị cho Kissinger trở lại Paris, phải đạt cho được một giải pháp dù đối phương đưa ra những điều kiện nào, với "bộ dạng hoàn toàn khác ngày thường" (ý nói không còn tỏ ra ở thế thượng phong được nữa). Tổng thống Mỹ nhấn mạnh sẵn sàng chấp nhận trở lại văn bản đã thỏa thuận vào tháng 10/1972. Vậy là Hiệp định Paris đã được ký với nội dung về cơ bản không khác mấy so với phương án đã được ký tắt trước khi đàm phán bị đình trệ do Hoa Kỳ từ chối ký kết. Hoa Kỳ đã mất hàng chục máy bay để rồi vẫn phải ký vào văn bản mà họ không muốn ký, điều này có nghĩa rằng mục tiêu chủ chốt của Mỹ khi tiến hành Chiến dịch Linebacker II đã thất bại.

## Sự phản đối của quốc tế

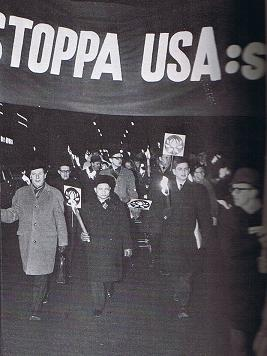
Thủ tướng Thụy Điển Olof Palme dẫn đầu đoàn biểu tình đòi Mỹ chấm dứt ném bom Việt Nam. Stockholm năm 1972

Chiến dịch ném bom bị phản đối rất mạnh mẽ trên khắp thế giới, công dân ở các nước Xã hội Chủ nghĩa gây áp lực để yêu cầu chính phủ của mình chính thức lên án các cuộc ném bom. Trung Quốc và Liên Xô đều đặn thể hiện sự bất bình trước việc tái ném bom, nhưng họ đã không có một động thái nào khác. Thực tế, các chỉ trích mạnh mẽ hơn lại là ở các nước phương Tây. Tại Paris, báo Le Monde so sánh với cuộc ném bom hủy diệt Guernica do Phát-xít Đức thực hiện trong cuộc nội chiến Tây Ban Nha. Tờ báo lớn nhất của Anh, the Daily Mirror, bình luận: "Việc Mỹ quay lại ném bom Bắc Việt Nam đã làm cho cả thế giới lùi lại vì ghê sợ". Các chính phủ Anh, Ý và Thụy Điển đã lên tiếng. Một trong những phản ứng dữ dội nhất là của Thủ tướng Thụy Điển, ông đã lên án cuộc ném bom là một tội ác chống lại loài người trên quy mô đạo đức của sự tàn bạo của phát xít tại trại tập trung Treblinka. Palme còn đích thân đến một cửa hàng tổng hợp để thu thập chữ ký cho một kiến nghị toàn quốc đòi chấm dứt ném bom - để gửi tới Nixon.
Tại Mỹ, Nixon bị chỉ trích là điên rồ (madman). Nhiều người trong số những người đã từng ủng hộ cuộc ném bom hồi tháng 5 nay chất vấn cả sự cần thiết và tính tàn bạo bất thường của Linebacker II. Quyển Võ Nguyên Giáp - Tổng tập hồi ký dẫn bài báo của hãng AP có đăng lời của Nguyễn Văn Thiệu vào tháng 8/1972 kêu gọi Mỹ "hãy ném bom tan nát miền Bắc Việt Nam". Quyển hồi ký của Võ Nguyên Giáp cũng dẫn bài trên báo Nhân đạo (L'humanité) của Pháp bình luận rằng: "Ngay cả trong Chiến tranh thế giới thứ hai, những viên tướng Pháp phản bội cũng không dám đề nghị đồng minh của chúng (Đức Quốc xã) tàn phá Paris (để ngăn quân Anh-Mỹ). Thế mà nay Thiệu lại muốn Mỹ ném bom tàn phá đất nước mình. Thiệu thật đáng xấu hổ hơn cả sự xấu hổ"

## Đánh giá

Danh sách các đơn vị phòng không và không quân Việt Nam đã bắn hạ máy bay B52 được trưng bày tại Bảo tàng Phòng không Không quân, Hà Nội.

Sách báo Việt Nam gọi chiến dịch Linebacker II này là trận Điện Biên Phủ trên không, như một cách nêu bật thắng lợi của lực lượng phòng không Việt Nam Dân chủ Cộng hòa trong chiến dịch.
Charles Barrows, đại úy hoa tiêu B-52 bị bắt làm tù binh đặt vấn đề ngay khi còn ngồi ở Hỏa Lò: "Hệ thống điện tử trên máy bay B-52 rất tinh vi và đắt tiền nhưng vẫn không gây nhiễu nổi rađa Bắc Việt Nam. Siêu pháo đài bay B-52 đã cải tiến nhiều lần, máy móc rất tốt... Các phi công B-52 được huấn luyện công phu, thành thạo các chiến thuật hiện đại và B-52 được bảo vệ dày đặc, nhưng vẫn bị bắn rơi vì đạn phòng không... Không quân chiến lược của Mỹ không thể chịu đựng nổi tỷ lệ tổn thất về B.52 trên bầu trời Hà Nội".
Trên tạp chí Không quân Mỹ, John L. Frisbee viết: "Trong thời kỳ Thế chiến thứ 2, tổn thất máy bay ném bom bị phòng không hay máy bay chiến đấu đối phương bắn hạ tại hai chiến trường chính yếu được ước tính trung bình: cứ 64 phi xuất thì có 1 chiếc bị bắn hạ. Trái lại, trên không phận Hà Nội và Hải Phòng thì cứ 49 phi xuất lại có một B-52 bị bắn rơi".
Cựu Phó Tham mưu trưởng không quân Mỹ khi trả lời tạp chí AirForce vào tháng 6/1973 cũng thừa nhận: "Bắc Việt Nam rõ ràng là có nhiều kinh nghiệm bắn tên lửa SAM cũng như các loại súng phòng không khác. Họ cũng có nhiều kinh nghiệm trong việc phát hiện máy bay từ các đài điều khiển mặt đất... Không quân Mỹ đã tiến hành chiến tranh điện tử trên quy mô lớn, nhưng các máy bay vẫn dễ bị tổn thương. Chúng tôi cho rằng Bắc Việt Nam đã phát triển được các lực lượng phòng không dày dạn kinh nghiệm nhất thế giới. Rõ ràng họ có kinh nghiệm hơn bất cứ nước nào trong việc phóng tên lửa để hạ máy bay".
Ngay khi mặt trời mọc vào sáng hôm 19-12, 2 chiếc B-52 đã bị hạ ngay trong đêm đầu tiên. Điện mừng từ khắp nơi tới tấp gửi về Bộ tư lệnh phòng không Thủ đô. Tướng Nhẫn nhớ lại: "Một bầu không khí đặc biệt tràn ngập sở chỉ huy các cấp từ các tiểu đoàn tới Bộ tổng tham mưu, từ hậu phương miền Bắc tới tiền tuyến miền Nam. Việc lực lượng phòng không Thủ đô đã đương đầu và giáng trả được loại vũ khí mạnh nhất của Mĩ, điều đó đã làm nức lòng quân dân cả nước".
Đại tá Markov Lev Nicolayevich, từ tháng 10-1971 đến tháng 8-1972 từng giảng dạy tại Trường Sĩ quan Phòng không và huấn luyện các kíp trắc thủ tên lửa cho Việt Nam. Ông cho rằng: "Tôi đã nghiên cứu kỹ chiến lược chiến tranh của nhiều nước và thấy rằng, trên thế giới ít có cuộc chiến nào mà bên phòng vệ thắng bên tấn công, nhất là khi có sự chênh lệch quá lớn về tiềm lực quân sự, vũ khí trang bị như giữa quân đội Việt Nam và quân đội Mỹ, đặc biệt là "siêu pháo đài bay B-52", mà người Mỹ khoe là không thể bị bắn hạ! Vậy mà Việt Nam đã đánh thắng rất giòn giã. Đó thực sự là cuộc chiến tranh của trí tuệ với trí tuệ, thông minh "chọi" thông minh, chứ không phải là cuộc chiến tranh thông thường!".
Tác giả Marshall Michael viết: "Sau này hai phía mới chỉ dừng ở việc cùng công nhận rằng Linebacker II là trận đấu quan trọng quyết định cục diện chiến tranh. Đối với người Mỹ, Hiệp định hòa bình Paris đã giúp tổng thống Nixon hoàn thành mục tiêu đưa tù binh về nước và chấm dứt sự can dự của Mỹ vào cuộc chiến Việt Nam mà vẫn thực hiện cam kết làm chỗ dựa cho chính quyền Nam Việt Nam. Người Việt Nam lại cho rằng chiến dịch ném bom của Mỹ là nhằm mục đích buộc họ khuất phục và rút quân khỏi Miền Nam. Vậy nên khi bản Hiệp định cho phép họ vẫn được giữ quân ở Miền Nam, người Việt Nam cho rằng chiến dịch Linebacker II đã thất bại và niềm tin này càng được củng cố khi quân đội của họ trú quân ở phía nam tiến hành chiến dịch tổng tiến công thống nhất đất nước vào năm 1975. Nhưng để hiểu một cách tường tận sự khác biệt quan điểm này, tôi đã phải ghi nhận cách hiểu của người Việt rằng Linebacker II đơn giản chỉ là một thắng lợi trong chuỗi thắng lợi trong suốt 30 năm kháng chiến giành độc lập. Bằng chứng cho thắng lợi đó là việc họ đã hoàn thành sự nghiệp thống nhất đất nước."

## Thông tin liên quan
Trong thời gian diễn ra chiến dịch, Mỹ và quân đội Sài Gòn cũng tận dụng để tung ra các thông tin tâm lý chiến nhằm làm lung lay tinh thần đối phương. Ví dụ như ngày 24/12/1972, trên trang nhất tờ The Sunday Times (Mỹ) đăng tin: "Tướng Võ Nguyên Giáp, Bộ trưởng Quốc phòng Bắc Việt Nam, đã thiệt mạng trong một vụ nổ ngày hôm qua khi thị sát những tổn thất sau các đợt ném bom tại Hải Phòng, theo nguồn tin tình báo Nam Việt Nam. Nguồn tin này cho biết một quả "mìn nổ chậm" đã phát nổ khi Tướng Giáp thị sát kho quân sự Trần Hưng Đạo tại thành phố cảng. Không có thêm chi tiết về vụ việc..." Thông tin này sau đó vài ngày được chứng minh là bịa đặt.

## Tưởng nhớ

Khu phố Khâm Thiên, Hà Nội sau trận ném bom của B-52 đêm 26 tháng 12 năm 1972

Trong 12 ngày đêm, Không quân Mỹ đã ném bom phá huỷ nhiều khu phố, làng mạc, phá sập 5.480 ngôi nhà, trong đó có gần 100 nhà máy, xí nghiệp, trường học, bệnh viện, nhà ga; giết chết 2.368 dân thường, làm bị thương 1.355 người khác. Riêng ở Hà Nội, tính đến ngày 20/12/1972, đã có 215 người bị chết, 325 người bị thương. Còn ở Hải Phòng riêng ngày 18/12 đã có 45 người chết, 131 người bị thương và hàng ngàn nhà dân bị phá hủy.
Trận bom rải thảm phố Khâm Thiên, Hà Nội đêm 26 tháng 12 năm 1972 đã làm chết 278 người, trong đó có 91 phụ nữ, 40 cụ già, 55 trẻ em; làm cho 178 cháu mồ côi trong đó có 66 cháu mồ côi cả cha lẫn mẹ; 290 người bị thương, 2.000 ngôi nhà, trường học, đền chùa, rạp hát, trạm xá bị sập, trong đó có 534 ngôi nhà bị phá hủy hoàn toàn.
Ngôi nhà số 51 phố Khâm Thiên chỉ còn là một hố bom, bảy người sống trong ngôi nhà này không còn ai sống sót. Mảnh đất này trở thành một đài tưởng niệm với một tấm bia mang dòng chữ "Khâm Thiên khắc sâu căm thù giặc Mỹ" và một bức tượng bằng đồng tạc hình một phụ nữ bế trên tay một đứa trẻ đã chết vì bom Mỹ, tượng được lấy nguyên mẫu từ chính chủ nhân của ngôi nhà bị hủy diệt này. Kể từ sau trận bom ấy, hàng năm, đến những ngày kỉ niệm trận bom, người dân trên phố, và nhiều nơi khác tới đây thắp hương tưởng niệm những người đã chết vì bom Mỹ.
Trong sân bệnh viện Bạch Mai có tấm bia mang chữ "Căm thù" để ghi nhớ về vụ B-52 ném bom trúng bệnh viện này vào ngày 22 tháng 12. khiến 1 bệnh nhân và 30 y tá, bác sĩ thiệt mạng, có 1 y tá đang mang thai 3 tháng. (khi đó hầu hết bác sĩ, bệnh nhân đã được sơ tán. Mỗi khoa chỉ giữ lại vài ba người để trực cấp cứu. Có khoảng 300 bệnh nhân ở dưới hầm).
Nữ dân quân tự vệ Phạm Thị Viễn thuộc Đội tự vệ của Nhà máy Cơ khí Mai Động, đã tham gia bắn hạ một chiếc cường kích hạng nặng hiện đại F-111 bằng 19 phát đạn súng máy phòng không 14,5mm vào ngày 22/12/1972. Năm 1967, mẹ cô bị bom Mỹ giết hại, đến ngày 26/12/1972 thì cha cô cũng bị bom Mỹ giết. Cô đã chít khăn tang rồi trở lại trận địa, trực chiến cùng đồng đội. Trong bài thơ "Việt Nam – Máu và Hoa", nhà thơ Tố Hữu đã viết dành tặng cho cô:
| “ | Trắng khăn tang, em chẳng khóc đâu Hỡi em gái mất cha mất mẹ Nước mắt rơi không nhòa mặt quân thù Em phải bắn, trúng đầu giặc Mỹ... Lịch sử muốn bay cúi đầu tội lỗi Dưới gươm thiêng hùng khí Thủ đô Cả bốn biển hoan hô Hà Nội Pháo đài bay rụng đỏ mặt hồ... Không nỗi đau nào của riêng ai Của chung nhân loại chiến công này Việt Nam ơi, máu và hoa ấy Có đủ mai sau, thắm những ngày?" | ” |